# Getúlio Vargas
Pour les articles homonymes, voir Getúlio Vargas (homonymie) et Vargas.
Getúlio Vargas, de son nom complet Getúlio Dorneles Vargas, né le 19 avril 1882 à São Borja (État du Rio Grande do Sul) et mort le 24 août 1954 à Rio de Janeiro, est un homme d'État brésilien, par deux fois président du Brésil (1930-1945 et 1951-1954).
Il est le chef civil de la révolution brésilienne de 1930, qui met fin à la Vieille République (1889-1930) par un coup d'État contre le président Washington Luís Pereira de Sousa. Vargas gouverne le Brésil de 1930 à 1945 en trois phases distinctes : la période du gouvernement provisoire (1930-1934), celle du gouvernement constitutionnel (1934-1937), puis celle de l’« État nouveau » (1937-1945), qui institue un cadre autoritaire. Il quitte le pouvoir en 1945.
Surnommé le « père des pauvres » par ses sympathisants, il est réélu au suffrage universel direct en 1951. Il conduit alors une politique de grands travaux, nationalise les ressources pétrolières, prend des mesures protectionnistes, promeut des réformes sociales (journée de 8 heures, congés payés) et politiques (vote à bulletin secret, droit de vote des femmes). De plus en plus contesté par ses opposants conservateurs, il se suicide en 1954 au palais du Catete.
On parle de « getulisme » ou de « varguisme » pour désigner sa politique et de « getulistes » à propos de ses partisans. Son héritage politique est très important, bien qu'objet de controverses, et est aujourd'hui invoqué par le Parti démocratique travailliste et le Parti travailliste brésilien.

## Avant la révolution de 1930

### Origines familiales et formation initiale
Getúlio Dorneles Vargas nait le 19 avril 1882 dans le Rio Grande do Sul à São Borja, près de la frontière argentine, dans une famille de gaúchos, propriétaire d'une estancia dans la pampa. 
Il est le fils de Manuel do Nascimento Vargas, colonel et héros de guerre, un moment maire de São Borja, issu d'une famille originaire des Açores, et de son épouse Cândida Dorneles.
Il fait ses études secondaires d'abord dans le Rio Grande do Sul, puis à Ouro Preto (Minas Gerais). Alors qu'il se trouve au Minas Gerais, ses frères s'engagent dans une lutte qui se termine par la mort de l'étudiant de São Paulo Carlos de Almeida Prado Júnior (7 juin 1897). Getúlio et ses frères rentrent alors rapidement dans le Rio Grande do Sul.

### Service militaire (1898-1904), études et débuts (1907-1911)
En 1898, il commence son service militaire dans la garnison de sa ville natale. En 1900, il s'inscrit à l'École militaire de Rio Pardo, où il ne reste pas longtemps, étant muté à Porto Alegre pour la fin de son service. Là, il rencontre les cadets Eurico Gaspar Dutra et Pedro Aurélio de Góis Monteiro. Nommé sergent, il participe en 1902 à la colonne expéditionnaire vers Corumbá au cours du conflit entre la Bolivie et le Brésil pour la possession du territoire de l'Acre.
Son passage par l'armée de terre et la carrière militaire de son père (qui a participé à la guerre du Paraguay) sont décisives pour sa compréhension des problèmes des forces armées, ainsi que dans son engagement à les moderniser, à entretenir leur discipline et à essayer de les éloigner de la politique lorsqu'il devint président.
Après son service militaire, il entre en 1904 à la faculté de droit de l'université fédérale du Rio Grande do Sul à Porto Alegre. Diplômé en 1907, il exerce d'abord comme procureur au forum (pt) de Porto Alegre, avant de rejoindre São Borja pour y exercer la profession d'avocat. 
Comme nombre de ses contemporains, Vargas est influencé par le positivisme d'Auguste Comte, origine de la devise (« Ordre et Progrès ») du Brésil, ainsi que par la doctrine de Júlio de Castilho (pt), concevant la politique comme une véritable mission chrétienne. Doué de talents d'orateur, il prononce le discours officiel lors des funérailles de Castilho en 1903. Membre des Jeunesses castillanistes, il se lie d'amitié avec des jeunes gens qui participeront eux aussi à la révolution de 1930, notamment João Neves da Fontoura et Joaquim Maurício Cardoso. 
En 1950, Vargas présentant son œuvre au cours de sa campagne présidentielle, met en valeur le rôle de Castilho dans sa formation :
« La mission sociale et politique de mon gouvernement n'était pas idéalisée par l'arbitraire d'un homme, ni par les intérêts d'un groupe ; elle m'a été imposée, à moi et à ceux qui ont collaboré avec moi, par les intérêts de la vie nationale, et par les aspirations de la conscience collective elle-même! »
En 1909, il est élu député à l'Assemblée du Rio Grande do Sul sur les listes du Parti républicain riograndais (PRR).

### Un mariage politique (1911)
En 1911, Getulio Vargas épouse Darcy Lima Sarmanho, fille d'Antônio Sarmanho, grand éleveur et riche commerçant. Ils ont cinq enfants, nommés, selon l'onomastique portugaise « Sarmanho Vargas » (patronyme de la mère, puis patronyme du père) : Lutero, Getulinho (mort jeune), Alzira, Jandira et Manuel (dit « Maneco »). 
Par ce mariage, Vargas scelle la réconciliation entre les partis rivaux de la révolution fédéraliste de 1893, l'influente famille de son épouse étant maragate (pt) (réformatrice et décentralisatrice), tandis que la sienne est chimangue (pt) (conservatrice et jacobine).
D'après la légende, le grand amour de sa vie était Aimée de Sa Sottomaior (ultérieurement Aimée de Heeren), selon la presse américaine « une des plus belles femmes du monde ». La liaison de Vargas avec elle était un secret d'État.

### Carrière politique de 1913 à 1930

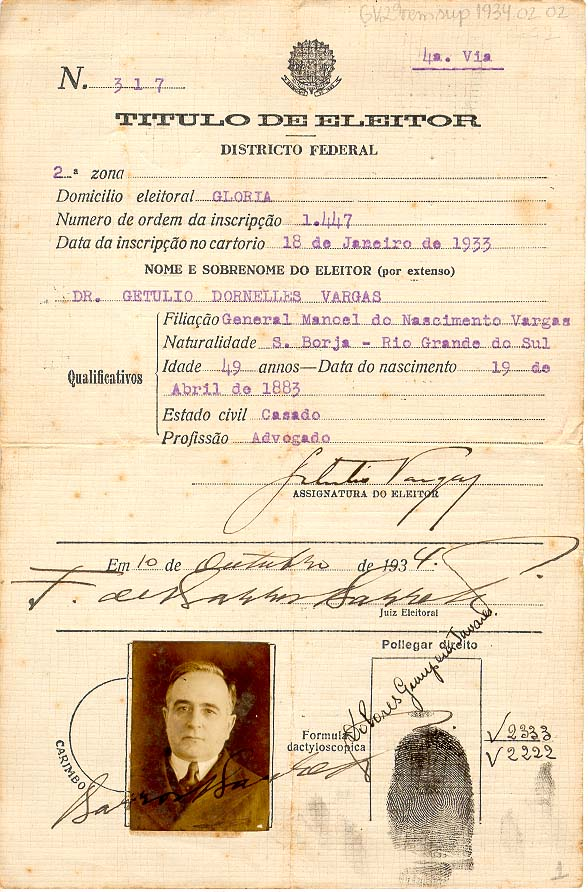
Carte d'électeur de Getúlio Vargas

#### Député à l'assemblée du Rio Grande do Sul (1913-1923)
Il est réélu député en 1913, mais démissionne peu de temps après son investiture pour protester contre le comportement du président du Rio Grande, Borges de Medeiros à propos des élections à Cachoeira do Sul. Vargas revient à l'Assemblée législative de l'État en 1917, et est réélu en 1919 et en 1921.

#### Député à l'assemblée nationale (1923-1926)
Alors qu'il se prépare à se battre en faveur du gouvernement du Rio Grande do Sul pendant la révolution de 1923 à l'intérieur de l'État[pas clair], le PRR lui propose un siège de député fédéral à la suite du décès du député Rafael Cabeda. Élu, il devient chef du Bancada Gaúcha, qui rassemble les membres du PRR à la Chambre des députés nationale, siégeant alors à Rio de Janeiro.
En 1924 il soutient l'envoi de troupes de gaúchos[pas clair] pour aider le gouvernement d'Artur da Silva Bernardes contre la Révolte Paulista de 1924. Dans un discours à la Chambre, il critique les insurgés, déclarant :

« L'époque des émeutes de quartiers et des entreprises caudillistes, d'où qu'elles viennent, est terminée,! »

Cela ne l'empêchera pas d'amnistier ces révoltés en 1930. 

#### Ministre des Finances national (1926-1927)
Il est ministre des Finances du Brésil du 15 novembre 1926 au 17 décembre 1927, sous la présidence de Washington Luís Pereira de Sousa. Il lance très rapidement une réforme monétaire et fiscale (décret no 5108 du 18 décembre 1926).
C'est aussi en décembre 1926 qu'est créé l'Institut de prévoyance des fonctionnaires publics de l'Union, embryon de sécurité sociale. Il abandonne son portefeuille ministériel pour se porter candidat aux élections à la présidence du Rio Grande do Sul et est élu en décembre 1927 pour un mandat allant du 25 janvier 1928 au 25 janvier 1933, avec pour vice-président João Neves da Fontoura.
Quand Vargas quitte son ministère, le président Washington Luís[réf. nécessaire] lui consacre un long discours, rendant hommage à sa compétence et à son dévouement, dont il dit :

« L'honnêteté de vos propositions, la probité de votre conduite, la franchise de vos desseins, font espérer que, de votre part et de votre gouvernement, le Rio Grande do Sul continuera à prospérer, moralement, intellectuellement et matériellement! »

#### Président du Rio Grande do Sul (1928-1930)
Son élection à la présidence du Rio Grande do Sul met fin à trente années de gouvernement du « vieux Borges ». Investi le 25 janvier 1928, il s'oppose avec force au gouvernement fédéral tout en se portant lui-même candidat à la présidence du pays, critiquant la fraude électorale et exigeant la mise en place du vote à bulletin secret et du droit de vote des femmes. Malgré tout, il maintient de bonnes relations avec le président Washington Luís, obtenant des fonds fédéraux pour le Rio Grande do Sul et une autorisation permettant l'amélioration du port de Pelotas.
Il crée notamment la banque de l'État du Rio Grande do Sul et soutient la création de la compagnie aérienne Varig. Contrairement à Borges, il respecte la victoire électorale de l'opposition gaúcho du Parti libérateur dans plusieurs villes de l'État. Il obtient finalement, grâce à ses talents de médiateur, l'union entre les deux partis rivaux, le PRR et le Parti libérateur. Cette politique lui vaut les éloges du journaliste Francisco de Assis Chateaubriand, rédacteur dans la revue de grande notoriété O cruzeiro, qui le dépeint en véritable homme d'État. 
Son mandat s'achève avant terme le 9 octobre 1930

## La Révolution de 1930

### Le difficile choix d'un successeur au président Washington Luís (1929)
La Vieille République (1889-1930) était caractérisée par l'absence de parti national et la nécessaire conciliation des intérêts des partis régionaux, en particulier de ceux appartenant aux régions les plus puissantes, les États de São Paulo (le café) et du Minas Gerais (l'élevage bovin). La « politique du café com leite » avait traditionnellement accordé successivement la présidence du Brésil au gouverneur de l'un de ces deux États, les fraudes électorales permettant à l'oligarchie de ces deux États de contrôler le résultat des élections. 
Pour la succession des Washington Luis, les élections doivent avoir lieu au mois de mars 1930. Mais les tractations commencent dès le début de 1929.
Le président sortant qui est pauliste, doit désigner comme successeur, s'il se conforme à la tradition, soit le président du Minas Gerais, Antônio Carlos Ribeiro de Andrada, soit son propre vice-président, également du Minas Gerais, Fernando de Melo Viana, soit un autre homme fort de cet État. Le nom de l'ex-président Artur Bernardes est évoqué, mais se heurte aux réticences de nombreuses personnes, dont celle d'Antônio Carlos, tandis que la candidature de Melo Viana est exclue par Artur Bernardes et Antônio Carlos. De son côté le président Luís voudrait rompre avec ce système de partage du pouvoir, préférant soutenir à partir du début de 1929 la candidature du président de l'État de São Paulo, Júlio Prestes, également membre du Parti Républicain Pauliste.
Le 29 mars 1929, le New York Times lance l'information que les planteurs de café de São Paulo sont en train d'organiser un banquet à Ribeirão Preto en l'honneur de Júlio Prestes, qu'ils soutiennent comme candidat à la présidence, s'attendant à recevoir l'appui des autres États producteurs de café. Ces nouvelles poussent Antônio Carlos à indiquer par courrier à Luís, le 20 juillet 1929, qu'il soutiendra personnellement Vargas en tant que candidat à la présidence, proposant ainsi une candidature ni pauliste, ni mineira, comme cela a déjà eu lieu en 1918 avec la candidature d'Epitácio Pessoa du Paraíba. 
Le président Luís consulte alors les vingt présidents d'États du Brésil, dont dix-sept désignent le pauliste Júlio Prestes comme candidat officiel ; s'y opposent le président du Paraíba, João Pessoa, et ses homologues du Minas Gerais et du Rio Grande.

### La candidature de Vargas et la création de l'Alliance libérale (septembre 1929)
Devant l'échec de la candidature d'Antônio Carlos, ses partisans, les « carlistes », avancent la candidature de Vargas, tandis que les fidèles du vice-président Melo Viana et du ministre de la Justice Augusto Viana do Castelo, appartenant au « rassemblement conservateur », prennent finalement le parti du candidat officiel. Le 5 août, les dirigeants parlementaires des groupes mineiro et gaúcho retirent leur soutien au gouvernement.
Le Rio Grande, le Paraíba et le Minas Gerais lancent alors l'Alliance libérale, qui proclame officiellement (20 septembre 1929) la candidature de Vargas à la présidence, avec comme colistier João Pessoa. Washington Luís maintient la candidature de Prestes, officialisée le 12 octobre 1929, avec Vital Soares (Parti républicain bahianais), comme colistier, au risque de déclencher par ce passage en force de violents affrontements.
Quelques jours plus tard éclate le krach de Wall Street (24 et 29 octobre 1929), qui va plonger le Brésil dans la crise économique à la suite de l'effondrement des cours du café.

### L'accord entre Vargas et Luis (décembre 1929) et la campagne électorale
Devant les risques de troubles, Vargas charge le sénateur Firmino Paim Filho de négocier avec Washington Luís et Júlio Prestes. Un accord est conclu en décembre 1929 : Vargas promet d'accepter le résultat des élections et, en cas de défaite de l'Alliance libérale, de soutenir Prestes, en échange de quoi le gouvernement de Luís s'abstiendra de soutenir une éventuelle opposition gaúcho à Vargas, d'ailleurs peu probable, puisque Vargas a réussi à unifier le Rio Grande do Sul en faveur de sa candidature. 
Le 2 janvier 1930, Vargas expose sur l'esplanade de la citadelle de Rio de Janeiro, un texte intitulé Plateforme de l'Alliance libérale, qui énonce les principaux points de son programme. 
Vargas et l'Alliance libérale sont soutenus par les classes moyennes urbaines, dites « libérales »[pas clair] par opposition aux fazendeiros conservateurs, principalement de Sao Paulo et du Minas Gerais. Mais Vargas est aussi soutenu par les fazendeiros du sud du pays et par les officiers subalternes, lieutenants et sous-lieutenants, du mouvement du tenentismo (littéralement, « lieutenantisme »).

### L'élection du1ermars 1930
Malgré quelques manifestations de violence, courantes à cette époque, la campagne électorale est relativement calme. L'élection a lieu le 1er mars 1930, samedi de carnaval, et est remportée par Júlio Prestes avec 59,50 % des suffrages (1 091 709 voix) contre 40,50 % pour Vargas (742 797 voix). Ce dernier obtient la totalité des voix du Rio Grande, ainsi que 610 000 votes dans les trois États membres de l'Alliance libérale[pas clair], mais presque rien, dans les dix-sept autres États, à l'exception du district fédéral de Rio de Janeiro, où il rassemble la moitié des suffrages.
Après plusieurs mois de dépouillement, le Congrès proclame (22 mai 1930) la victoire de Prestes. Celui-ci se rend aussitôt aux États-Unis, où il est reçu par le président Hoover. 

### Un résultat contesté malgré l'accord de décembre 1929
Alléguant des fraudes, l'Alliance libérale refuse de reconnaître la victoire de Prestes, pourtant acceptée par le caudillo gaúcho Borges de Medeiros, selon qui des manipulations électorales ont probablement eu lieu des deux côtés.
Un coup d'État est fomenté par plusieurs membres de l'Alliance, sous la direction du lieutenant-colonel Pedro Aurélio de Góis Monteiro, afin d'empêcher l'investiture de Prestes, prévue le 15 novembre. 
Le 1er juin 1930, Getúlio Vargas publie un manifeste condamnant les fraudes électorales, sans cependant appeler ouvertement à l'insurrection.

### L'assassinat de João Pessoa (26 juin) et ses suites

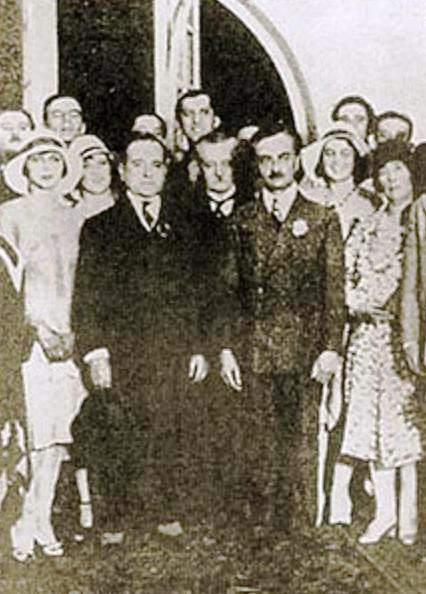
Getúlio Vargas et João Pessoa

Le 26 juin 1930, le colistier de Vargas aux élections, João Pessoa, président du Paraíba, est assassiné à Recife pour des raisons d'ordre personnel. Ce crime agit comme une étincelle dans le conflit qui oppose l'Alliance libérale au président élu. 
La dépouille de Pessoa est chargée dans un navire à destination de Rio, où des discours enflammés lors de messes à sa mémoire accusent le gouvernement fédéral d'être responsable de sa mort, suscitant de nouvelles violences (un mort et 20 blessés à São Paulo le 17 août 1930). 
Averti par ses conseillers de la tournure que prennent les événements, Washington Luís s'abstient de parler officiellement de ces « accusations farfelues », et reste confiant dans l'avenir.

### De la journée de Porto Alegre (3 octobre) à l'avènement de Vargas (31 octobre)
Le 3 octobre 1930, Osvaldo Aranha et Flores da Cunha s'emparent du quartier général de la IIIe région militaire à Porto Alegre, premier acte de la révolution de 1930. Le même jour, Vargas commence la rédaction d'un journal intime qu'il poursuivra jusqu'en 1942. Il écrit alors que peu avant l'attaque, le commandant de la IIIe région militaire, le général Gil Dias de Almeida, lui a promis qu'il brûlerait sa bibliothèque si le Minas Gerais participait à un soulèvement[pas clair].
Le 10 octobre, Vargas part en train pour Rio, laissant le gouvernement du Rio Grande à Osvaldo Aranha, alors que le vice-président João Neves da Fontoura a démissionné peu de temps auparavant.
Vers la mi-octobre, la révolution a seulement pris le contrôle du sud du Brésil et d'une partie du Nordeste. Au sud, les révolutionnaires du Rio Grande do Sul atteignent Itararé, à la frontière entre le Paraná et São Paulo, où les forces du gouvernement fédéral et les troupes paulistes sont positionnées pour leur barrer la route. Getúlio Vargas se trouve alors à Curitiba.
Il n'y a cependant pas de bataille à Irararé. en effet, le président Washington Luís est destitué par les généraux Tasso Fragoso et Menna Barreto et l'amiral Isaías de Noronha, qui forment une junte militaire provisoire. Le même jour, Osvaldo Aranha est envoyé à Rio pour négocier l'avènement de Getúlio Vargas.
La presse loyaliste est l'objet d'attaque, le siège du journal O Paiz est incendié. Les polices de Rio et se Sao Paulo restent passives face aux actes de vandalisme, tandis qu'à São Paulo, les banques du jogo do bicho (sorte de loto), soupçonnées de financer le Parti républicain pauliste et le gouvernement destitué, sont aussi incendiées. Washington Luís, Júlio Prestes et d'autres partent pour l'exil.
Après un passage à Sao Paulo, au siège du gouvernement pauliste déchu, tenu par les soldats mineiros et gaúchos, Vargas part en train pour Rio de Janeiro, où il arrive le 31 octobre 1930.

## Le Gouvernement provisoire (1930 – 1934)

### Un nouveau régime

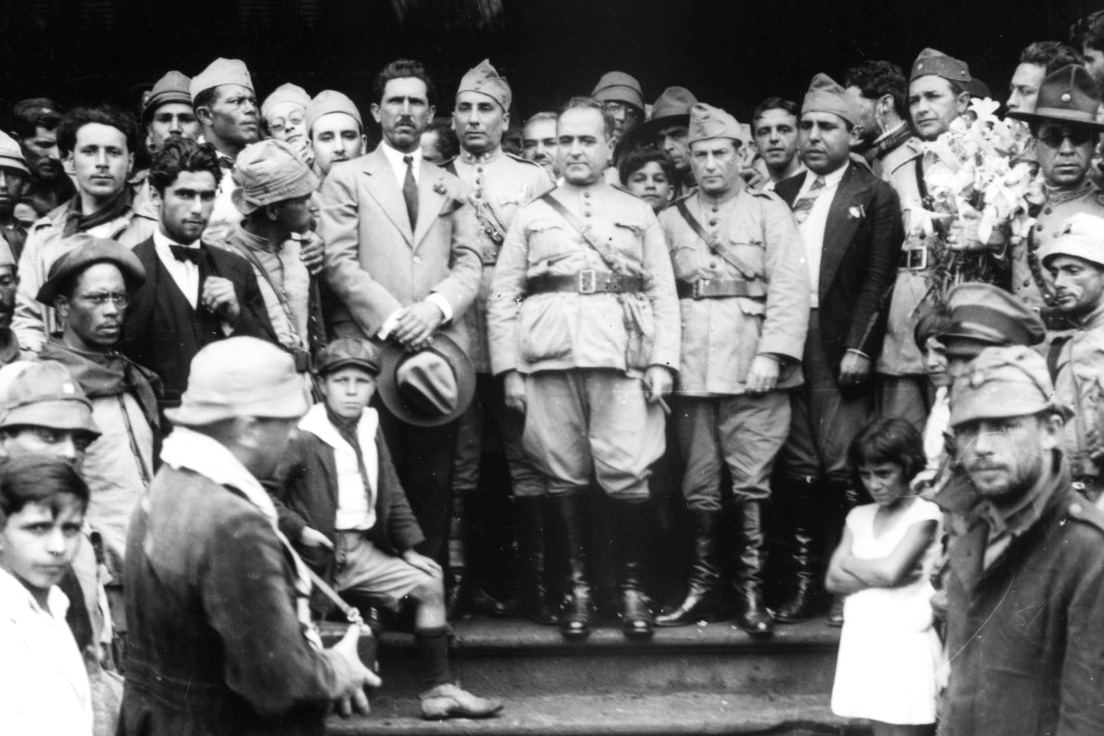
Getúlio Vargas (au centre) et ses partisans à Itararé (São Paulo) sur le chemin de Rio de Janeiro après la révolution brésilienne réussie de 1930.

#### Passation de pouvoir à Getulio Vargas (3 novembre)
Le 3 novembre 1930 à 3 heures de l'après-midi, au palais du Catete, la junte militaire provisoire transmet le pouvoir à Getúlio Vargas, en uniforme militaire pour la dernière fois de sa vie, ce qui marque la fin de la Vieille République qui remonte à 1889. Il devient le « chef du Gouvernement provisoire » avec de larges pouvoirs, le titre de président de la République étant écarté par les révolutionnaires. Ce gouvernement provisoire est le deuxième de la république brésilienne (le premier est celui de Deodoro da Fonseca).
Dans son discours de passation, Getúlio annonce dix-sept mesures que le gouvernement provisoire doit prendre.
À la même heure, au centre de Rio, les soldats gaúchos tiennent leur promesse d'attacher les chevaux à l'obélisque de l'avenue Centrale, actuelle Avenida Rio Branco, marquant symboliquement le triomphe de la révolution. Ce geste des gaúchos est chanté par Almirante sur un texte de Lamartine Babo, O barbado foi-se (« Le barbu s'en est allé ») : « Le Rio Grande sans courir le moindre risque a attaché, par télégramme, les chevaux à l'obélisque. »

#### Décret organisant le gouvernement provisoire (11 novembre)
Vargas gouverne au moyen de décrets ayant force de loi. Ces décrets commencent par la formule : « Le chef du Gouvernement provisoire de la république des États-Unis du Brésil, considérant que : ... »
Le 11 novembre 1930, le décret numéro 19.398 réglemente le fonctionnement du Gouvernement provisoire :
- il suspend les garanties constitutionnelles de la Constitution brésilienne de 1891, sauf l'Habeas corpus pour les crimes communs ;
- il confirme la dissolution du Congrès national, des congrès d'États et des chambres municipales. Les députés, sénateurs et présidents d'États élus en 1930 ne prendront pas possession de leurs mandats ;
- il confirme tous les actes de la Junte militaire provisoire ;
- il autorise Getúlio Vargas à nommer et disculper[pas clair], à discrétion, des intervenants pour les gouvernements d'États, en majorité des lieutenants qui ont participé à la Révolution de 1930 ;
- il exclut de toute procédure judiciaire les actes du Gouvernement provisoire et les actes des intervenants fédéraux dans les États. Ainsi, aucun acte ou décret du Gouvernement provisoire et des intervenants ne peut être contesté par la justice brésilienne.

Au début du Gouvernement provisoire est créé le Conseil national consultatif, institué par le décret instituant le Gouvernement provisoire, souvent appelé « Bureau noir ». Parmi ses membres, on trouve Getúlio Vargas, Pedro Ernesto, le général José Fernandes Leite de Castro, Ari Parreiras, Osvaldo Aranha, Góis Monteiro, Juarez Távora et le lieutenant João Alberto Lins de Barros (après que, alors intervenant fédéral à São Paulo, il sera allé à Rio de Janeiro). Le Bureau noir, instance supérieure au gouvernement, définit la direction de la révolution et prend des décisions.
Juarez Távora, ministre des transports puis de l'agriculture, est aussi, en vertu d'un décret secret, placé au secrétariat du ministère de la guerre, et chef de la Délégation du Nord, ce qui lui donne le contrôle sur toutes les interventions dans le Nordeste (il est surnommé « vice-roi du Nord »).

#### Lutte contre les partisans de l'ancien régime
Les officiers des forces armées fidèles au gouvernement déchu voient leur carrière écourtée, un décret plaçant dans la réserve militaire. Au Tribunal suprême fédéral, en février 1931, six ministres soutenant le gouvernement déchu sont mis en retraite, le nombre de ministres étant réduit de 15 à 11. Même dans la marine brésilienne, qui n'a pas combattu les révolutionnaires en 1930, des retraites forcées ont lieu, ce qui amène le ministre de la marine, José Isaías de Noronha, à présenter sa démission.
Une enquête est lancée parmi les fonctionnaires et hommes politiques de la Vieille République, au travers d'une « Justice révolutionnaire » et d'un « Tribunal spécial » créés en 1930 par le décret instituant le Gouvernement provisoire et organisés par le décret 19.440 du 28 novembre 1930, avec comme objectif de « poursuivre et de juger des crimes politiques, fonctionnels et autres qui seront discriminés dans la loi de son organisation[pas clair] ». Mais, comme Vargas le confirme lui-même dans son Journal le 4 décembre 1932, aucune irrégularité ou soupçon de corruption n'ont été décelés, ce qui donnera jour à l'expression « Les honorifiques hommes politiques de la Vieille République ». Le Tribunal spécial est dissous en 1932 sans avoir prononcé de condamnation.

#### Conflit avec la gauche du nouveau régime
Le conflit avec la gauche révolutionnaire, à laquelle appartiennent beaucoup de militaires, commence dès la mise en place du Gouvernement Provisoire : le 22 janvier 1931, un plan de subversion est découvert au sein des syndicats à Santos et à Rio de Janeiro. Des hommes furent emprisonnés, parmi lesquels le jeune Carlos Lacerda. Cette affaire fait que le défilé de la fête du Travail de 1931 est suspendu. Les officiers révolutionnaires s'organisent dans les clubs « 3 octobre ».
La radicalisation politique du tenentismo représente le plus grand danger pour Getúlio. Le 25 février 1932, le journal d'opposition de Rio, le Diário Carioca, est détruit. Le refus de Vargas de punir les officiers liés à cette affaire contraint le ministre du travail, Lindolfo Collor, le ministre de la Justice, Joaquim Maurício Cardoso, et le chef de la police de Rio de Janeiro, João Batista Luzardo, à présenter leur démission. João Neves da Fontoura rompt également ses liens avec Vargas. Batista Luzardo dénonce dans une lettre la participation du Gouvernement provisoire à l'attentat contre le Diário Carioca. Les journaux de Rio de Janeiro ne paraissent pas pendant deux jours en signe de solidarité avec le Diário Carioca.

#### Le cabinet ministériel de 1932
Cependant, au milieu de l'année 1932, Vargas a déjà réussi à se libérer de l'influence sur le commandement de la Révolution et à gouverner seulement avec le ministère, court-circuitant le Bureau noir, bien que les gouvernements des États, dans leur grande majorité, soient encore aux mains des officiers. 
Ce ministère, composé de seulement neuf personnes (sept civils et deux militaires), est choisi avec attention pour récompenser et contenter les trois États, les partis politiques, dits « Partis libérateurs » (PRR, PRM, Parti républicain paraibain et Parti démocratique de 1930), les officiers et la Junte militaire provisoire qui ont fait la révolution de 1930.

### Vargas et les chefs de la révolution de 1930
Parmi les principaux chefs de la révolution de 1930, ceux avec qui Vargas a eu le plus de difficultés à s'accorder pour consolider son pouvoir sont le général José Antônio Flores da Cunha, intervenant puis gouverneur du Rio Grande do Sul, et l'ancien président de Minais Gerais, Antônio Carlos Ribeiro de Andrada.
Flores da Cunha dispose d'une importante police militaire[pas clair] et d'un corps de volontaires bien armé mis sur pied pour combattre São Paulo pendant la révolution constitutionnelle de 1932[pas clair]. Il intervient vigoureusement dans la politique nationale et dans celle d'autres États ; c'est seulement à l'approche du coup d'État de 1937 qu'il quitte la charge de gouverneur du Rio Grande et s'exile en Uruguay.
Antônio Carlos, appelé par Getúlio dans son journal « la vieille renarde » (a velha raposa), préside l'Assemblée constituante de 1933 à 1934 et la Chambre des députés de 1934 à 1937, date à laquelle il est battu par le candidat soutenu par Vargas, Pedro Aleixo. Peu après, avec l'avènement de l'État nouveau, Antônio Carlos abandonne la vie publique.
Parmi les autres chefs neutralisés par Vargas, on peut citer le commandant Miguel Costa révoqué après un soulèvement communiste[Quand ?] ; Juarez Távora, qui ne conserve que des charges bureaucratiques ; Juraci Magalhães qui, n'acceptant pas le coup d'État de 1937, abandonne le gouvernement de Bahia pour revenir à la vie militaire.
Les plus influents des militaires fidèles durant les quinze années de pouvoir de Vargas sont le général Pedro Aurélio de Góis Monteiro, le général Eurico Dutra, ministre de la Guerre de 1936 à 1945, le capitaine Filinto Müller, chef de la police de Rio de Janeiro de 1933 à 1942, et le colonel João Alberto Lins de Barros.

### Les luttes pour le pouvoir dans les États
Les luttes politiques dans les États sont assez intenses entre les officiers révolutionnaires et les hommes politiques victorieux de 1930. Un nouveau Bureau noir est formé en mai 1932 pour s'occuper exclusivement des luttes dans les États, afin de laisser plus de temps à Vargas pour gouverner. Dans ce nouveau Bureau noir, on sait avec certitude, grâce au Journal de Vargas, que participent le général Góis Monteiro et le colonel João Alberto Lins de Barros.
Le conflit le plus grave, à São Paulo, amène les paulistes à tenter en 1932 une opération contre le Gouvernement provisoire.[pas clair]
Un autre conflit important a lieu au Minas Gerais. Commencée le 5 septembre 1933, « l'affaire mineira » aboutit à presque cent jours de crise politique. Il s'agit de savoir qui sera le successeur d'Olegário Maciel, mort durant son mandat de gouverneur du Minas Gerais. Le vice-président du Minas Gerais, Pedro Marques de Almeida, a renoncé en 1931 à être maire de Juiz de Fora[pas clair]. Au-delà des hommes politiques mineiros, entrent dans ce conflit plusieurs ministres, le colonel João Alberto et l'intervenant gaúcho Flores da Cunha. Vargas choisit, le 12 décembre 1933, un député fédéral encore inconnu à l'époque, Benedito Valadares, pour être intervenant fédéral au Minas Gerais, afin de ne déplaire à aucun des courants se disputant le poste de gouverneur. 
Une fois résolue la succession de Olegário Maciel, le Minas Gerais retrouve la stabilité politique : Benedito Valadares restera gouverneur jusqu'en 1945. 
Le Minas Gerais, le Goiás et le Paraná sont les États les plus stables pendant les 15 ans de pouvoir de Getúlio. Le Goiás est gouverné de 1930 à 1945 par le médecin Pedro Ludovico Teixeira qui, en 1933, construit la nouvelle capitale, Goiânia. Le Paraná, après une série de crises avec les officiers révolutionnaires de cet État, réussit à se stabiliser politiquement avec la nomination par Vargas de Manuel Ribas comme gouverneur (de 1932 à 1945).

### La réalisation des promesses de l'Alliance libérale et de la révolution de 1930
Getúlio Vargas tient les principales promesses de la révolution de 1930.
- Il amnistie, par le décret 19.395 du 8 novembre 1930, « tous les civils et militaires ayant pris part aux mouvements révolutionnaires ayant eu lieu dans le pays », ce qui inclut tous les révolutionnaires des années 1920 : la révolte des 18 du fort de Copacabana en 1922, la révolte Paulista de 1924 et la Colonne Prestes.
- Il crée le ministère du Travail, de l'Industrie et du Commerce en 1930 (ensuite séparé en ministère du Travail et ministère de l'Industrie et du Commerce), le ministère de l'Éducation et de la Santé publique également en 1930 (ensuite séparé en ministère de la Santé et ministère de l'Éducation et de la Culture – abrégé en MEC).
- Il crée le 24 février 1932 le premier code électoral du Brésil par le décret 21.076 qui établissait le vote obligatoire, le vote secret, le vote des femmes et la justice électorale, et nécessite un nouvel engagement électoral. Ce code électoral fait beaucoup diminuer la fraude électorale. Cependant, le vote reste interdit aux mendiants, aux analphabètes, aux mineurs de moins de 21 ans et aux membres non gradés des forces armées.
- Le 14 mai 1932, par le décret 21.402, sont prévues les élections directes à bulletin secret pour le 3 mai 1933 avec pour objectif d'élire les membres d'une Assemblée nationale constituante.
- Il améliore les droits des travailleurs, avec la Consolidation des Lois du Travail instituée plus tard, en 1943.
- Il engage une tentative énergique de réduction des dépenses publiques pour éliminer le déficit public du budget fédéral. Cette volonté fut grandement handicapée par de fortes dépenses comme l'achat de stocks de café ordonné par le décret 19.688 du 11 février 1931, la guerre contre les paulistes en 1932 et la grande sécheresse du Nordeste également en 1932.

### Les réalisations du Gouvernement provisoire
Durant le Gouvernement provisoire, Getúlio Vargas commença la modernisation de l'État brésilien :
- le 18 novembre 1930, le décret 19.408 institua l'ordre des avocats du Brésil (OAB) ;
- le 15 décembre 1930, le décret 19.488 réduisit le nombre de jours fériés nationaux de 12 à 6 ;
- en 1931, furent créés l'Aviation postale militaire, devenue ensuite Courrier aérien national, et le Département de l'Aviation civile ;
- le 11 avril 1931, le décret 19.851 disciplinait l'enseignement supérieur au Brésil, donnant la préférence à celui dispensé dans les universités ;
- le 1er octobre 1931, le décret 20.466 établit pour la première fois l'heure d'été au Brésil ;
- le 21 mars 1932, le décret 21.175 instaura la Carte de travail, ou carte professionnelle ;
- le 1er juin 1933, le décret 22.789 fondait l'Institut du Sucre et de l'Alcool ;
- le 23 janvier 1934, le décret 23.793 établit le Code forestier (en vigueur jusqu'en 1965) ;
- le 6 juillet 1934, le décret 24.609 créait l'Institut National de Statistiques, actuel IBGE ;
- le 10 juillet 1934, le décret 24.643 installait le Code des Eaux qui, avec des modifications, est encore en vigueur selon la Maison civile de la Présidence de la république du Brésil. Ce code a été très critiqué par Monteiro Lobato qui le considérait comme restrictif sur l'extraction du pétrole[16] ;
- le 12 décembre 1930, le décret 19.482 restreignait fortement l'entrée d'immigrants au Brésil, une mesure qui resta en vigueur jusqu'en 1933, pour éviter l'augmentation du nombre de sans-emplois (appelés alors sans-travail) ;
- le 19 mars 1931, le décret 19.770 réglementait la syndicalisation des classes patronales et ouvrières, rendant obligatoire l'approbation des statuts des syndicats par le ministère du Travail.

Getúlio réussit à renouer des relations cordiales entre l'État brésilien et l'Église catholique, très influente à cette époque, qui s'étaient rompues avec l'avènement de la République et du mariage civil. Le rétablissement de l'enseignement religieux dans les écoles publiques, le 30 avril 1931, par le décret 19.941, facilita cette réconciliation.
En août 1931, le défaut de paiement fut déclaré ; la dette extérieure brésilienne fut renégociée avec un « funding loan» de 3 ans à partir d'octobre 1931, autorisé le 2 mars 1932 par le décret 21.113.
Le 12 octobre 1931 fut inaugurée la statue du Christ Rédempteur.
Par le décret 21.111 du 1er mars 1932, la publicité commerciale fut autorisée et réglementée dans les émissions de radio. Avant que la publicité ne soit autorisée, les radios étaient financées par des clubs d'auditeurs. C'est par ce même décret que furent réglementées les concessions des stations de radio du Brésil jusqu'à ce qu'en 1962 fut édité le Code brésilien de Télécommunications.
Le décret 21.366 du 5 mai 1932 déclara que le second dimanche de mai serait consacré aux mères.
Furent abolis et interdits, le 17 mai 1932, par le décret 21.418, les anciens impôts sur le commerce inter-États et sur le commerce inter-municipal, ce qui mit fin aux barrières frontalières posées entre les États brésiliens.
Le même jour, par le décret 21.417-A, les conditions de travail des femmes furent réglementées pour les établissements industriels et commerciaux, instituant des salaires égaux à ceux des hommes et interdisant le travail des femmes enceintes un mois avant et après l'accouchement.
Furent interdits, le 7 avril 1933, à travers le décret 22.626 (connu sous le nom de loi de l'usure) les intérêts bancaires abusifs, la loi étant toujours en vigueur actuellement.
Le décret 23.746 du 15 janvier 1934 annula le décret 4.743 de 1923, qui était une loi sur les crimes de presse. Seront alors amnistiés tous les condamnés par ce décret.
En 1934 débuta la construction de l'Aéroport Santos Dumont à Rio de Janeiro, qui se terminera en 1936.
Le 10 juillet 1934, le décret 24.645 établit les moyens de protection des animaux ; il reste connu comme la « loi de protection des animaux » et est encore en vigueur.
Une grande quantité de café, estimée à 50 voire 70 millions de sacs, fut brûlée de 1931 à 1943, à Santos et dans d'autres ports, pour remonter le prix du café, qui avait beaucoup chuté durant la Grande Dépression de 1929. On estime à quatre ans de production nationale la masse de café détruite.

### La révolution de 1932 à Sao Paulo et les élections de 1933

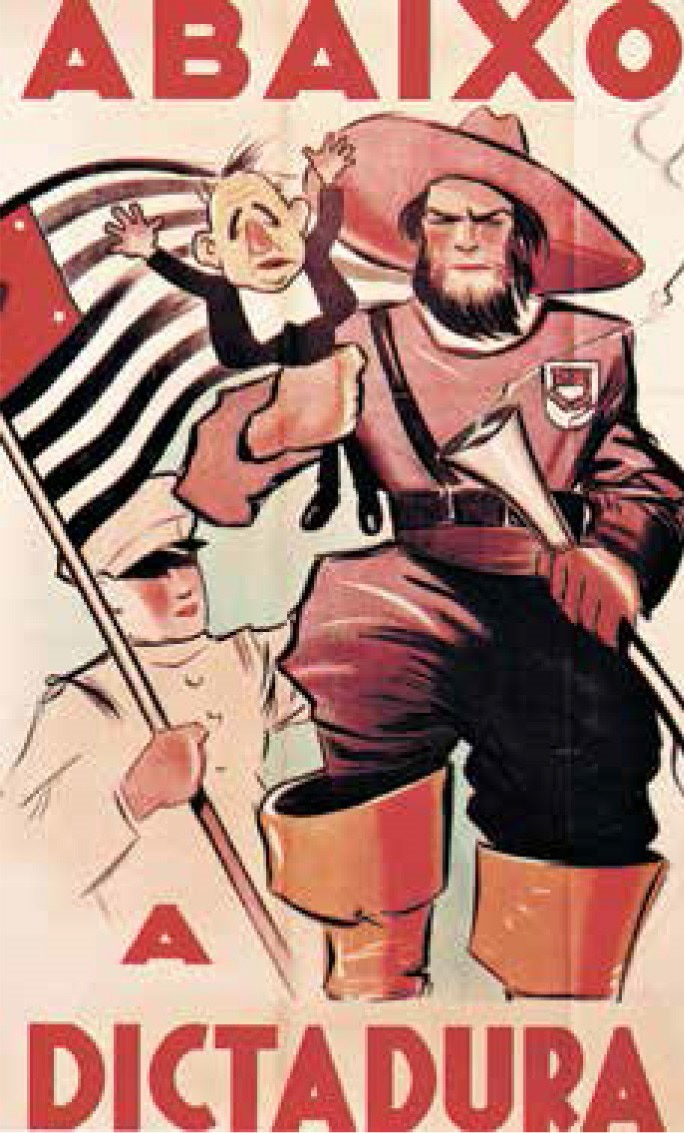
Paulistes contre Getúlio

#### Origines de la révolution pauliste (1930-1932)
En 1930, Vargas a révoqué les garanties constitutionnelles de la constitution de 1891 et gouverne par décrets. Les paulistes considérent que São Paulo est devenue comme une sorte de « terre conquise » et ont le sentiment que la révolution de 1930 a été faite contre São Paulo. Júlio Prestes obtient pourtant 90 % des votes à São Paulo contre 10 % à Getúlio donnés par le Parti démocratique.
Après la Révolution de 1930, São Paulo est gouvernée par des lieutenants originaires d'autres États. Le lieutenant intervenant que les paulistes détestent le plus est João Alberto Lins de Barros, appelé (péjorativement) « le Pernamboucain » par les paulistes. Un autre intervenant, le général Manuel Rabelo, est très lié à João Alberto, qui continue à intervenir à São Paulo après son départ. Les autres militaires nommés par le gouvernement provisoire qui irritent beaucoup les paulistes sont le général retraité Isidoro Dias Lopes, commandant de la Seconde Région militaire, et le major Miguel Costa, commandant de la Force publique de São Paulo (actuelle Police militaire de l'État de São Paulo), puis secrétaire de la sécurité publique. Tous deux avaient tenté de renverser le gouvernement pauliste pendant la révolution de 1924. Cependant, Isidoro Dias Lopez finit par rompre avec le Gouvernement provisoire et appuya la révolution de 1932.
Même quand des civils, Laudo Ferreira de Camargo et Pedro Manuel de Toledo, sont nommés en tant qu'intervenants à São Paulo, les lieutenants continuent à intervenir, ne laissant par les intervenants former librement le gouvernement[pas clair]. Quand Laudo de Camargo abandonna la lutte en novembre 1931, le ministre des Finances José Maria Whitaker démissionne par solidarité et est remplacé par Osvaldo Aranha.
Selon beaucoup d'analystes, la plus grande erreur politique de Getúlio, en presque cinquante ans de carrière politique, fut de « livrer São Paulo aux lieutenants ».[pas clair]

#### Unification des partis d'opposition de Sao Paulo (février 1932)
Le 16 février 1932, le Parti républicain pauliste et le Parti démocratique de São Paulo, qui ont soutenu la révolution de 1930, s'unissent dans un front commun, appelé Front unique pour São Paulo uni, pour exiger la fin de la dictature du gouvernement provisoire, la nomination d'un homme politique « civil et pauliste » comme intervenant fédéral à São Paulo et la promulgation d'une nouvelle constitution. L'épisode du Front unique pour São Paulo uni est la dernière occasion historique d'unité des forces politiques paulistes.
Ces lieutenants du Club 3 octobre sont opposés à la promulgation d'une nouvelle constitution. Dans un texte adressé à Vargas le 3 mars 1932, ils donnent leur total appui à la dictature. 

#### Déroulement et défaite du mouvement (23 mai-2 octobre 1932)
L'étincelle de la révolte est la mort de cinq étudiants, assassinés au centre de São Paulo par des partisans de Getúlio Vargas[réf. nécessaire] le 23 mai 1932, jour où la population manifeste pour protester contre la présence du ministre Osvaldo Aranha à São Paulo. 
Pedro de Toledo forme alors un nouveau gouvernement (dit « gouvernement du 23 mai ») sans l'accord des lieutenants ni d'Osvaldo Aranha. Surgit alors un mouvement d'opposition connu comme le MMDC, initiales des noms des étudiants morts ce 23 mai : Martins, Miragaia, Dráusio et Camargo (un cinquième manifestant, Orlando de Oliveira Alvarenga, blessé le 23 mai, meurt le 12 août 1932).
Le 9 juillet 1932, la révolution constitutionnelle éclate à São Paulo (aujourd'hui, le 9 juillet est un jour férié dans l'État de São Paulo). Le mouvement constitutionnel réunit un grand contingent de volontaires civils et militaires qui s'engagent dans une lutte armée contre le gouvernement provisoire, appelé par les paulistes « la dictature ». Ce mouvement a l'appui d'hommes politiques d'autres États comme Borges de Medeiros, Raul Pilla, Batista Luzardo, Artur Bernardes et João Neves da Fontoura, qui furent emprisonnés puis exilés[pas clair], qui avaient pourtant appuyé la révolution de 1930. Dans l'actuel État du Mato Grosso do Sul est créé l'État de Maracaju, qui soutient São Paulo. Le 24 juillet, ébranlé par la guerre[Laquelle ?], l'aviateur Alberto Santos-Dumont se suicide.
Les troupes du Gouvernement provisoire qui combattent à São Paulo sont commandées par le général Pedro Aurélio de Góis Monteiro. Le Minas Gerais, avec peu d'exceptions comme Artur Bernardes, soutient le gouvernement provisoire contre São Paulo.
La révolution se poursuit jusqu'au 2 octobre 1932, jour de sa défaite militaire. La fin de la révolution constitutionnelle marqua le début d'une période de démocratisation au Brésil.

#### Relations de Vargas avec les paulistes après 1932
Selon le gouvernement provisoire, la révolution de São Paulo n'était pas nécessaire puisque les élections avaient déjà été prévues. Mais selon les paulistes, il n'y aurait pas eu de retour à la démocratie au Brésil sans le mouvement constitutionnel.
Une fois terminée la révolution de 1932, Vargas se réconcilie avec São Paulo, et après des négociations, il nomme intervenant à São Paulo un civil pauliste, Armando de Sales Oliveira, qui a soutenu la révolution de 1930. Plus tard, en 1938, Getúlio participa personnellement à São Paulo à l'inauguration de l'avenue 9 de Julho qui rendait hommage à la Révolution de 1932.
En 1938, Vargas nomme intervenant à São Paulo un ancien combattant de 1932, le médecin Adhemar Pereira de Barros, du Parti républicain pauliste. Après lui, il nomma Fernando de Sousa Costa, secrétaire d'État à l'agriculture de Júlio Prestes quand celui-ci était gouverneur de São Paulo de 1927 à 1930.

#### Les élections de mai 1933
Le 3 mai 1933, des élections sont organisées pour former une Assemblée nationale constituante. 
Deux innovations pour des élections nationales : le vote des femmes et le vote à bulletin secret. À partir de cette élection, grâce à la création de la Commission de justice électorale, les fraudes cessent d'être une pratique routinière au Brésil.

## L'Assemblée nationale constituante et la constitution de 1934

### L'assemblée (15 novembre 1933-16 juillet 1934)
L'Assemblée nationale constituante est réunie le 15 novembre 1933, sous la présidence de Antônio Carlos de Andrada. Pour la première fois une femme député, il y a une femme députée, Carlota Pereira de Queirós, qui représente l'État de São Paulo. On note aussi la présence de députés élus par les syndicats, dits « députés de classe ».

### La constitution
La nouvelle constitution est votée le 16 juillet 1934. 
Furent maintenus hors de l'appréciation judiciaire tous les actes du Gouvernement provisoire et des intervenants dans les États. Furent amnistiés tous les crimes politiques jusqu'à la promulgation de la Constitution.
Le gouvernement provisoire a parallèlement créé une commission de juristes pour élaborer un contre-projet de constitution, la « Commission de l'Itamaraty », qui prévoyait un pouvoir exécutif fédéral fort et centralisateur, du goût de Getúlio. Pourtant la Constitution de 1934 était décentralisatrice, donnant une certaine autonomie aux États fédérés. Les sénateurs étatiques disparurent avec sa mise en place.

### Critiques contre la constitution
La Constitution fut considérée comme progressiste pour certains. Pour Vargas, il était impossible de gouverner sans elle. La principale critique qu'il lui adressait portait sur son caractère inflationniste : on pouvait prévoir en effet que, si toutes les nationalisations de banques et de mines prévues étaient faites, si tous les droits sociaux étaient mis en place, les coûts pour les entreprises privées, les dépenses du gouvernement et le déficit public s'élèveraient grandement. Une des grandes dépenses du gouvernement prévue par la Constitution de 1934 dans son article 138 était que l'État devrait « secourir les nombreuses familles prolétaires », c'est-à-dire la majorité des familles brésiliennes de cette époque.
La seconde critique que le gouvernement de Vargas fit à la Constitution de 1934 est que, trop libérale, elle ne permettait pas de combattre de manière adéquate la subversion.
Les contestations sont néanmoins nombreuses, avec d'une part l'Action intégraliste brésilienne, d'inspiration fasciste, qui se rapprochera progressivement de Vargas, et de l'autre, les communistes, regroupés avec d'autres mouvements dans l'Alliance nationale libératrice. 

### Élection de Vargas comme président de la République (17 juillet)
Le jour suivant la promulgation de la nouvelle constitution, le 17 juillet 1934, se tint l'élection indirecte pour la présidence de la République : le Congrès national élut Getúlio Vargas président, recalant Borges de Medeiros qui depuis 1931 faisait opposition à Getúlio, ainsi que d'autres candidats. Getúlio obtient 173 votes contre 59 votes pour Borges de Medeiros. Les paulistes ont voté pour Borges de Medeiros, ne suivant pas l'avis de l'intervenant fédéral Armando de Sales Oliveira.

## Le gouvernement constitutionnel (1934–1937)
Le mandat présidentiel de Vargas débute le 30 juillet 1934 quand il prend la tête du Congrès national en prêtant serment sur la nouvelle constitution. Il gouverne ainsi jusqu'au 3 mai 1938[pas clair], sans être pourvu de vice-président, cette fonction n'existant pas dans la constitution de 1934.

### Débuts
Les États élaborent ensuite leurs propres constitutions. Beaucoup d'intervenants deviennent gouverneurs, élus par les assemblées législatives, les partisans de Vargas remportant une nette victoire.
Le 4 avril 1935 est votée la loi n° 38 définissant les crimes contre l'ordre politique et social et permettant une plus grande rigueur dans le combat contre ce que le gouvernement appelle la « subversion ». Cette loi est connue comme la « Loi de sécurité nationale ».
De mai à juillet 1935, Vargas effectue un voyage en Argentine et en Uruguay. Avant lui, un seul président, Manuel de Campos Sales) a quitté le Brésil en cours de mandat. C'est le président de la Chambre des députés, Antônio Carlos Ribeiro de Andrada, qui assure l'intérim de la présidence de la République.
Le 22 juillet 1935 est créé un programme officiel de radio avec des nouvelles du gouvernement, Hora do Brasil (« L'Heure du Brésil »), ensuite appelée Voz do Brasil (« Voix du Brésil »), qui existe encore aujourd'hui.

### Le soulèvement communiste de novembre 1935 et ses suites
Durant cette période, la radicalisation politique et idéologique grandit au Brésil, sous la double influence de l'Action intégraliste brésilienne (AIB), d'inspiration fasciste, de Plínio Salgado, et de l'Alliance Nationale Libératrice (ANL), dominée par le Parti communiste du Brésil (PCB). L'interdiction de l'ANL, par le décret présidentiel n° 229 du 11 juillet 1935, ainsi que l'emprisonnement de certaines personnalités politiques[Qui ?] précipitent les conspirations qui vont mener au soulèvement communiste du 24 novembre 1935 au Nordeste et du 27 novembre 1935 à Rio de Janeiro. Mais l'armée reste fidèle au régime et réprime ce soulèvement militaire[pas clair]. 
Vargas décrète à plusieurs reprises l'état d'urgence dans le pays et les lois visant à combattre les différentes formes de subversion sont durcies. La loi de Sécurité Nationale est modifiée le 14 décembre 1935 par la loi no 136 qui définit de nouveaux crimes contre l'ordre public. Le 18 décembre 1935, le Congrès vote également trois amendements à la constitution ayant pour objectif de mieux combattre la « subversion ». 
Par ailleurs, la loi no 192 du 17 janvier 1936 limite le pouvoir des États dans le domaine militaire, subordonnant les polices militaires à l'armée de terre, limitant les effectifs et interdisant aux États fédérés de détenir une artillerie, une aviation et des chars de combat. Ces armements lourds doivent être remis à l'armée de terre. 
Outre un préfet carioca[pas clair], le sénateur Abel de Abreu Chermont et trois députés fédéraux sont arrêtés le 23 mars 1936, accusés d'avoir participé à l'organisation du soulèvement. Un tribunal spécial, dit de « sécurité nationale » est créé le 11 septembre 1936 pour juger les révolutionnaires de 1935.

## Période dictatoriale: l'État nouveau (1937 – 1945)

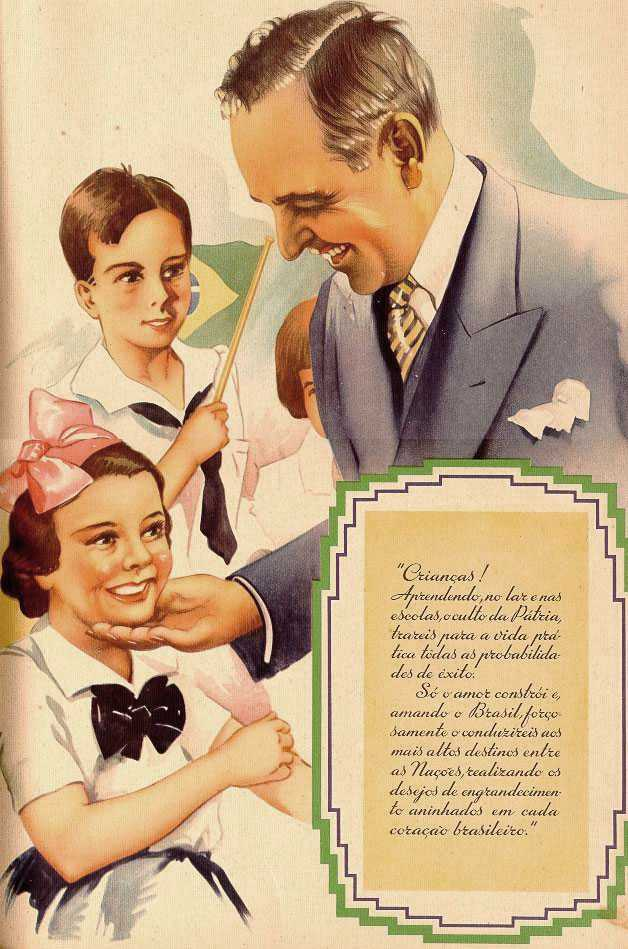
la propagande de l'État nouveau

L'expression Estado Novo, « État nouveau », est utilisée pour nommer la période de l'histoire du Brésil qui va du 10 novembre 1937 au 29 octobre 1945, toujours sous la présidence de Vargas.

### Préparatifs: l'affaire du «Plan Cohen» (septembre-octobre 1937)
À la fin de 1937, l'élection présidentielle prévue pour janvier 1938 oppose trois candidats : José Américo de Almeida, Armando de Sales Oliveira (qui ont tous deux soutenu la Révolution de 1930), et Plínio Salgado, chef de l'Action intégraliste brésilienne (AIB).
Le 30 septembre 1937, le gouvernement divulgue l'existence d'un complot communiste (le « Plan Cohen »). Le lendemain, le Congrès déclare l'état d'urgence dans tout le pays.
Le 19 octobre 1937, le gouverneur du Rio Grande do Sul, Flores da Cunha, ayant perdu le contrôle de la brigade de son État et ayant été encerclé par le général Góis Monteiro, abandonne sa charge de gouverneur du Rio Grande do Sul et s'exile en Uruguay. Flores da Cunha, qui a acheté beaucoup d'armes en Europe, représente la dernière résistance militaire possible au coup d'État de Vargas. Armando de Sales Oliveira, qui pouvait également s'opposer au coup d'État, avait déjà laissé le gouvernement de São Paulo, le 29 décembre 1936 pour sa candidature à la présidence de la république. Son successeur, José Joaquim Cardoso de Melo Neto, donna la garantie à Vargas que « São Paulo ne ferait pas une autre révolution ». São Paulo est de nouveau divisée comme en 1930, du fait que le Parti constitutionnel d'Armando Sales (issu du Parti Démocratique) et le Parti républicain pauliste ne s'entendent pas. Le PRP n'accepte pas de soutenir la candidature d'Armando Sales à la présidence de la république.

### Le coup d'État du 10 novembre 1937
Le 10 novembre 1937, Vargas effectue un véritable coup d'État en proclamant l’État nouveau par un discours à la radio, un « manifeste à la nation » dans lequel il affirme que ce nouveau régime a pour objectif de « réajuster l'organisme politique aux nécessités économiques du pays ». L'État nouveau est favorable à l'intervention de l'État dans l'économie : « C'est la nécessité qui fait loi : plus complexe devient la vie dans le moment qui passe, plus grande doit être l'intervention de l'État dans le domaine de l'activité privée »
Selon lui, l'État nouveau veut ainsi l'organisation politique d'un pays et la participation du citoyen à la vie politique du pays[pas clair] : « La richesse de chacun, la culture, la joie, ne sont pas seulement des biens personnels : elles représentent des réserves de vitalité sociale, dont nous devons profiter pour rendre plus forte l'action de l'État ! »
Selon l'amiral Ernani do Amaral Peixoto, l'État nouveau n'est pas l'œuvre personnelle de Vargas mais est surtout une décision des militaires visant à combattre la subversion : « Le coup d'État de l'État nouveau aurait pu être avec Getúlio, sans Getúlio ou contre Getúlio »
Le même jour, Vargas dissout le Congrès et promulgue une nouvelle constitution, appelée Polaca (« Polonaise »), qui justifie le coup d'État en décrivant une situation proche de la guerre civile, qui lui donne un contrôle total du pouvoir exécutif et lui permet de nommer les intervenants dans les États, à qui il accorde cependant une autonomie importante dans la gestion quotidienne. La Constitution de 1937 prévoit un nouveau pouvoir législatif (qui ne sera jamais mis en place) et l'organisation d'un plébiscite (qui n'aura pas lieu), Plus aucune élection n'aura lieu durant la période de l'État nouveau.

### Fin de la démocratie
Les partis politiques, dont l'Action intégraliste brésilienne, pourtant dirigée par le ministre de l'Éducation de Vargas, Plínio Salgado, sont dissous le 2 décembre 1937 (décret-loi no 37) (cette décision provoque le soulèvement intégraliste de mai 1938 et l'exil consécutif de Salgado au Portugal).
Le 4 décembre 1937, on brûle, lors d'une grande cérémonie à l'Esplanade de Russel de Rio de Janeiro, les drapeaux des États fédéraux, auxquels on interdit de posséder un drapeau ou tout signe de souveraineté, dans un souci de centralisation et d'unité nationale. Le nouveau régime est contre toute démonstration de fédéralisme. En 1939, Vargas dira : « Nous n'avons pas de problèmes régionaux ; ils sont tous nationaux, et concernent tout le Brésil ! »
Le gouvernement met en place la censure de la presse et organise la propagande officielle à travers le DIP (Departamento de Imprensa e Propaganda, « Département de la presse et de la Propagande »).
Le cabinet ministériel reste assez stable sous l'État nouveau, les ministres de l'Économie, de la Guerre, de la Marine et de l'Éducation (mis à part Salgado) conservant leur poste de 1937 à 1945.

### Réalisations de l'État nouveau

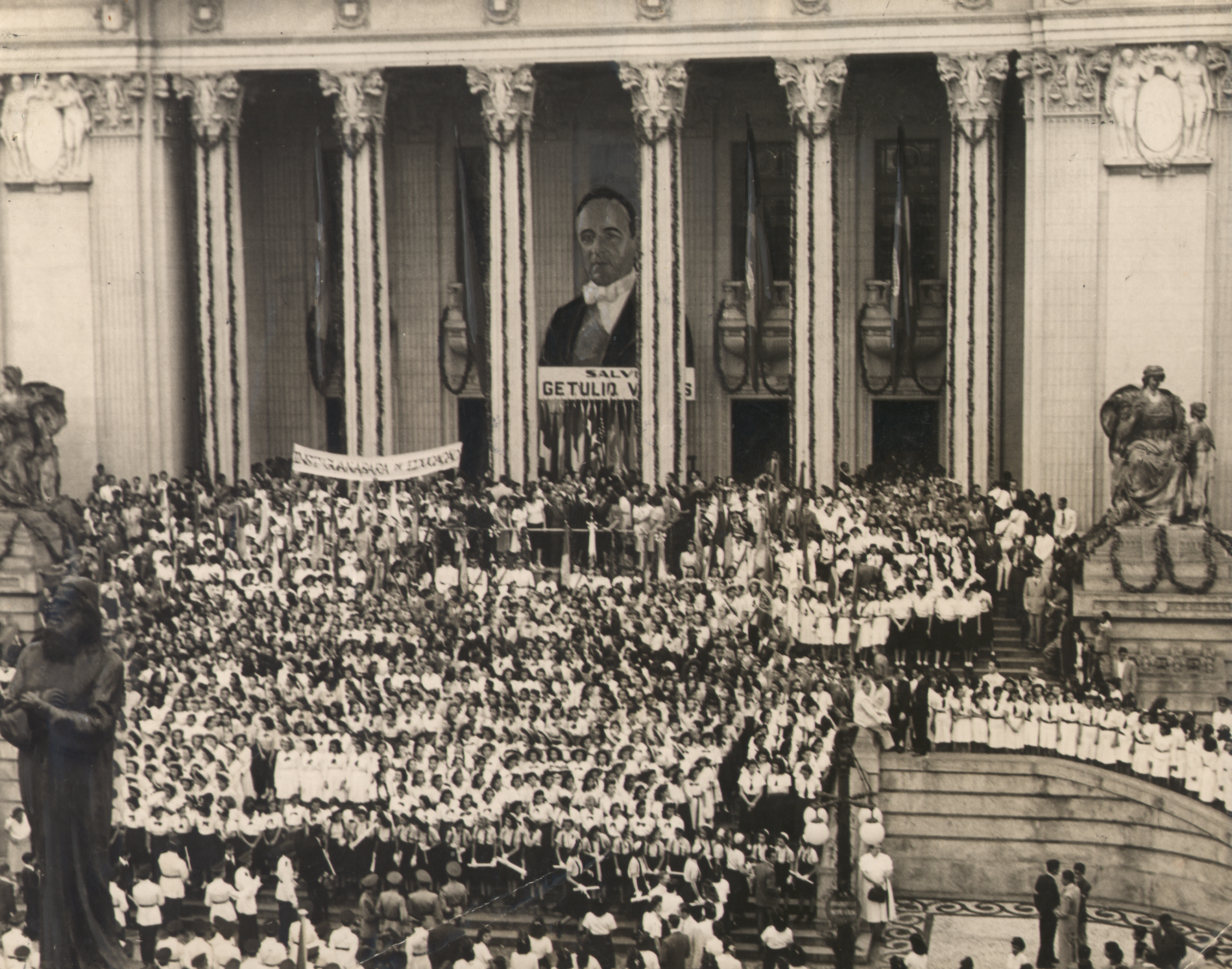
Manifestation de soutien à Getúlio Vargas, en 1942.

#### Dans le domaine économique (avant la guerre)
De nombreux organismes publics sont créés : le Département administratif du service public[pas clair], la Compagnie de sidérurgie nationale, la Compagnie nationale d'Álcalis, pour la production de carbonate de sodium et de sel, la Compagnie Vale do Rio Doce, l'Institut de réassurance du Brésil, la Compagnie hydroélectrique du São Francisco, le Conseil fédéral du Commerce extérieur. Une loi sur les sociétés anonymes est votée.
Vargas, qui dès 1933, a participé à la création de l'usine d'avions de Lagoa Santa (Minas Gerais), lance l'industrie aéronautique à l'échelle nationale, après avoir créé le ministère de l'Aéronautique et la armée de l'air brésilienne. Par le décret-loi 483, le 8 juin 1938 est créé le Code brésilien de l'air permettant de réguler le transport aérien (loi en vigueur jusqu'en 1966). 
Le décret-loi 395 du 29 avril 1938 déclare d'utilité publique le ravitaillement national en pétrole, rétablissant l'exclusivité au gouvernement fédéral pour la régulation de l'industrie du pétrole et créant un Conseil national du pétrole. C'est en 1939, qu'on extrait pour la première fois du pétrole au Brésil, à Lobato, près de Salvador (État de Bahia).
Le 28 novembre 1940 est signé à Washington, l'Accord interaméricain du café, visant à réguler le prix et le commerce international de cette denrée. Il est signé par le Brésil et treize autres pays producteurs, ainsi que les États-Unis.

#### Pendant la guerre
Plusieurs mesures sont prises pendant la Seconde Guerre mondiale : la Fàbrica Nacional de Motores (FNM, « Usine nationale de moteurs ») est créée en 1942. Prévue initialement pour être une entreprise aéronautique, elle produit par la suite des tracteurs et des petits camions. La production de gazogène est stimulée en raison des restrictions aux importations de pétrole et dérivés. 
Une nouvelle monnaie est créée en 1942 : le cruzeiro, prévu dès l'époque où Vargas était ministre des Finances de Washington Luís. Le cruzeiro remplace le real, en cours depuis 1823 (et redevenu monnaie du Brésil de nos jours).
En 1944, le Brésil participe aux accords de Bretton Woods, dont le principal résultat est la création du Fonds monétaire international et de la Banque mondiale.

#### Dans le domaine social
Vargas crée le service de la justice du travail par le décret-loi 1.237 du 1er mai 1939. 
Il crée un salaire minimum et accorde la stabilité de l'emploi des travailleurs après dix ans d'emploi. Les droits sociaux des travailleurs sont étendus, notamment les congés payés et les assurances sociales, ce qui vaudra à Vargas le surnom de « Père des pauvres ».

#### Dans le domaine juridique
Le Code pénal (en) brésilien, le Code de procédure pénale Brésilien et la Consolidation des lois du travail (CLT), promulgués à cette époque, sont toujours en vigueur. Le Code de procédure civile de 1939 l'est encore partiellement. Par le décret-loi 1.985 du 29 janvier 1940 est institué le Codigo de Minas (Code des mines), utilisé jusqu'en 1967 (il est alors remplacé par le Codigo de Mineração, Code de l'exploitation minière).
Le décret-loi 6.378 du 28 mars 1944 transforme la Police Civile de Rio de Janeiro en Département Fédéral de Sécurité Publique (DFSP) qui, en 1964 devient de portée nationale et finit par s'appeler, en 1967 la Police fédérale.

#### Colonisation de l'intérieur du Brésil et aménagement du territoire
En 1942 est créé le territoire de Fernando de Noronha. En 1943 sont créés le Territoire fédéral du Guaporé (actuel Rondônia), le Territoire fédéral du Rio Branco (actuel Roraima) et le Territoire fédéral d'Amapá. Sont également créés les territoires fédéraux d'Iguaçu et de Ponta Porã qui n'ont pas prospéré. Le facteur décisif pour Vargas a été sa visite de la région Centre-Ouest du Brésil, quand, selon ce qu'il écrit dans son journal, il a été impressionné par le vide de population de l'intérieur du Brésil.
Le nord du Paraná, jusqu'alors inhabité[réf. nécessaire], est colonisé par la Colonie nationale de Dourados, ce qui rend possible l'expansion de l'agriculture au sud de l'actuel Mato Grosso do Sul. L'assainissement de la Baixada Fluminense est effectué. 
L'occupation de l'Amazonie par des Brésiliens d'ascendance italienne (appelés oriundos) venus d'autres régions est encouragée, spécialement dans le Nordeste[pas clair] pour l'extraction du caoutchouc afin qu'il soit exporté aux États-Unis, alors que les pays de l'Asie du Sud-Est ne commercent plus avec eux en raison de l'occupation japonaise. Ces migrants reçoivent le surnom de « soldats du caoutchouc ».
La route Rio-Bahia, première liaison de ce type entre le Centre et le Nordeste, est construite.

#### Divers
En 1938, s'achève l'ère du cangaço et des cangaceiros, phénomène de banditisme dans le Nordeste existant depuis la fin du XIXe siècle, avec la mort de son dernier chef, Virgulino Ferreira da Silva, dit Lampião (1897-1938).
Le premier grand texte sur les psychotropes est promulgué par le décret-loi 891 du 15 novembre 1938.
En 1943, à lieu une réforme de l'orthographe énoncée dans un Formulaire orthographique, simplifiant la graphie de la langue portugaise, sur la base du décret-loi n° 292 du 23 février 1938.

### Le Brésil dans la Seconde Guerre mondiale

#### Période de neutralité (1939-1941)
Lorsque la France et le Royaume-Uni entrent en guerre contre l'Allemagne le 1er septembre 1939, Vargas adopte, à l'instar des États-Unis, une position de neutralité, définie par le décret-loi 1.561 du 2 septembre 1939 :
« Article 1er : Le gouvernement du Brésil s'abstiendra de tout acte qui, directement ou indirectement, facilite, assiste ou contrarie l'action des belligérants. Il ne permettra pas non plus que les citoyens ou étrangers résidents dans le pays, commettent des actes qui puissent être considérés comme incompatibles avec les devoirs de neutralité du Brésil. »
Le 7 décembre 1941, l'attaque japonaise contre la base de Pearl Harbor à Honolulu provoque l'entrée en guerre des États-Unis. Seuls le Panama et Cuba suivent les Etats-Unis dès décembre 1941.

#### La rupture avec les pays de l'Axe (janvier 1942) et ses conséquences
Au début de l'année 1942, une conférence des pays d'Amérique du Sud a lieu à Rio de Janeiro. Contre l'avis de Vargas qui craint des représailles, ces pays décident de condamner les attaques japonaises contre les États-Unis, et de rompre les relations diplomatiques avec les pays de l'axe Rome-Berlin-Tokyo, l'Allemagne, l'Italie et le Japon. 
Le 12 janvier 1942, Vargas, toujours réticent face à l'entrée en guerre, écrit dans son journal que : « Il me semble que les Américains veulent nous entraîner vers la guerre, sans que cela ait une utilité, ni pour nous, ni pour eux ».
Peu de temps après, comme le prévoyait Vargas, commencent les attaques sous-marines allemandes, qui provoquent le naufrage de plusieurs navires brésiliens, causant des centaines de victimes civiles. Au total, vingt-et-un sous-marins allemands et deux italiens font couler trente-six navires marchands brésiliens, causant 1 691 naufragés et 1 074 morts. 

#### L'implication dans la guerre (31 août 1942-1945)

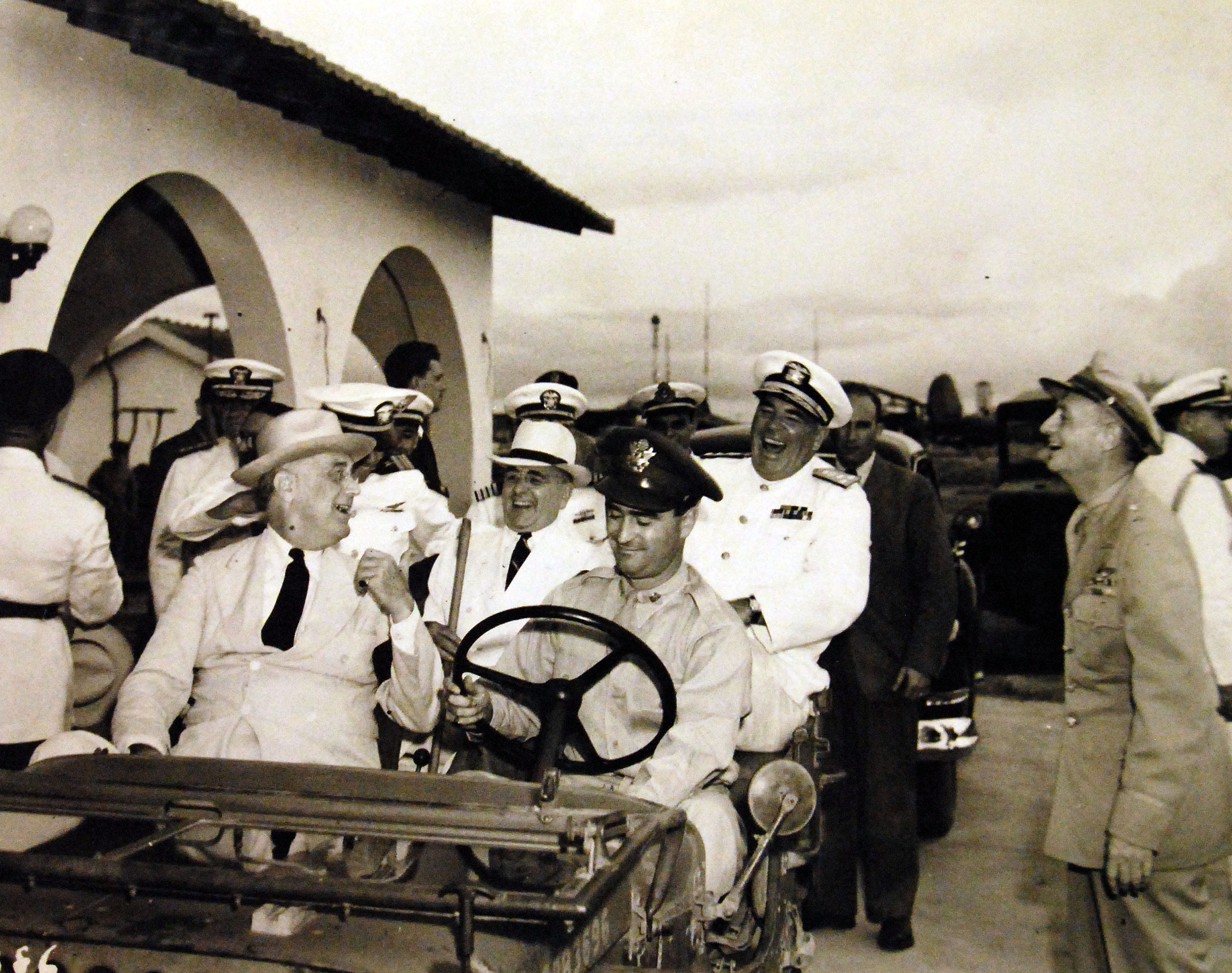
Franklin D. Roosevelt plaisante avec Getulio Vargas alors que les deux chefs d'État entament une tournée d'inspection de l'armée, 28 janvier 1943

Le 31 août 1942, Vargas déclare formellement la guerre aux pays de l'Axe, alors que la quasi totalité des pays d'Amérique du Sud restent neutres, sauf le Mexique entré en guerre en mai 1942. Quelques pays suivront nettement plus tard : la Colombie (novembre 1943), le Venezuela, l'Uruguay, l'Argentine et le Chili en 1945.  
En janvier 1943, Vargas rencontre le président Franklin Delano Roosevelt revenant de la conférence de Casablanca à Natal (Rio Grande do Norte) et décide[pas clair] de construire des bases aériennes au Nordeste.
Une Force expéditionnaire brésilienne (FEB) est formée et intervient à partir de juillet 1944 en Italie, où les Alliés affrontent l'armée allemande (les Italiens ayant signé un armistice en septembre 1943). Les soldats de ce corps, appelés une fois revenus pracinhas, seront au total 25 000. Le symbole de la FEB est le « serpent fumant », allusion à une déclaration de Vargas : « Il est plus facile pour un cobra de fumer que pour le Brésil d'entrer en guerre ». 
Les 454 soldats de la FEB morts au combat en Italie sont inhumés au cimetière militaire brésilien de Pistoia (Toscane).

### Déclin et fin de l'État nouveau
Le 27 janvier 1942, Vargas exprime dans son journal des doutes quant au futur de l'État nouveau, affirmant que : « Une grande part de ces éléments qui applaudissent cette attitude [rompre les relations diplomatiques avec l'Allemagne] sont les adversaires du régime que j'ai fondé, et j'en arrive à douter de pouvoir le consolider pour passer tranquillement le pouvoir à mon successeur »

#### Déclin (1943-1945)
Le 24 octobre 1943, anniversaire de la victoire de la révolution de 1930, est marqué par la première protestation organisée contre l'État nouveau, appelée manifeste des mineiros : il s'agit d'un texte rédigé et signé par des avocats du Minas Gerais.
L'interview réalisée le 22 février 1945 par Carlos Lacerda et publiée dans le Correio da Manhã de Rio de Janeiro, marque la fin de la censure de la presse[pas clair] dans l'État nouveau et symbolise l'effondrement du régime.[réf. nécessaire]
Le 18 avril 1945 est décrétée l'amnistie générale de tous les condamnés pour crimes politiques à partir du 16 juillet 1934, date de promulgation de la constitution de 1934.
Avec la fin de la guerre et le retour des pracinhas (enrôlés), il commence à y avoir de fortes pressions pour mettre fin à l'État nouveau. Il fut alors autorisé la création de partis politiques[Par qui ?]. Les élections d'un président et d'une assemblée constituante sont prévues pour le 28 mai 1945.[pas clair]
La popularité de Vargas reste cependant importante, comme le montrent les applaudissements qu'il reçoit lors de sa dernière apparition publique à la fête du travail le 1er mai 1945. Apparait alors un mouvement appelé queremismo (« volontarime ») mené par l'impresario Hugo Borghi, qui utilise le slogan « Nous voulons Getúlio » et « La constituante avec Getúlio ». Le mouvement propose que Vargas fasse d'abord une nouvelle constitution et que seulement ensuite on fasse les élections pour la présidence de la République. L'importance grandissante de ce mouvement précipite la chute de Getúlio[pas clair]. 
le 9 août 1945, le général Eurico Gaspar Dutra quitte le ministère de la guerre pour faire sa campagne électorale pour la présidence de la république. Ce départ affaiblit Vargas. 
Le 20 août 1945, une grande réunion publique « volontariste » a lieu sur la place Largo da Carioca à Rio.

#### Le coup d'État du 29 octobre 1945
L'armée, qui le soupçonne d'être devenu pro-communiste, le destitue le 29 octobre 1945. Le mouvement militaire est principalement composé d'anciens lieutenants de la révolution de 1930, comme Góis Monteiro, Cordeiro de Farias, Newton de Andrade Cavalcanti et Ernesto Geisel. Vargas renonce formellement à la charge de président de la République. 
Le prétexte du coup d'État est la nomination de Benjamin Vargas, son frère, comme chef de la police de Rio de Janeiro. après la démission du colonel João Alberto Lins de Barros pour s'opposer aux manifestations publiques du mouvement volontariste.[pas clair]
Vargas est remplacé par José Linhares, président du Tribunal suprême fédéral, en application de la constitution de 1937. José Linhares devient président intérimaire jusqu'à l'élection d'un nouveau président. Ce dernier est élu le 2 décembre 1945 et prend ses fonctions le 31 janvier 1946.
Ainsi s'achève le « court espace de 15 ans » pendant lequel, selon lui, le Brésil a beaucoup progressé comme Vargas l'avait déclaré lors de la fête du travail de 1945.

## Les années 1945–1950
Getúlio est destitué sans subir la moindre sanction, ni subir de poursuites judiciaires. Il conserve ses droits politiques. Il se retire dans sa propriété de São Borja, au Rio Grande do Sul.
Getúlio participe également en 1945 à la création du PSD, Parti social démocratique, formé initialement par les anciens intervenants d'État de l'État nouveau. Getúlio parvint à être élu président du PSD mais laissa la charge à Benedito Valadares.[pas clair]

### Appui à la candidature du général Dutra
Pour la présidence de la République, Getúlio soutient la candidature du général Eurisco Gaspar Dutra, ministre de la Guerre pendant toute la durée de l'État nouveau. 
Ce soutien est en fait une des conditions pour que Vargas ne soit pas exilé[réf. nécessaire]. Pourtant il considère Dutra comme un traître qui a soutenu le coup d'État du 29 octobre et n'a pas au départ l'intention de le soutenir. Hugo Borghi le fait changer d'avis en affirmant que, si le candidat de l'UDN (Eduardo Gomes) l'emporte, il y aura un démantèlement des réalisations de l'État nouveau et de possibles représailles envers lui.
Après cela, Borghi, de retour de Sao Borja le 24 novembre 1945, va pouvoir publier une formule frappante :
« Il a dit : Votez Dutra ». 
Celui-ci est élu au détriment de Gomes. 

### Sénateur (1946-1947)
Lors de la formation de l'Assemblée nationale constituante de 1946, Vargas est élu sénateur dans deux États : le Rio Grande do Sul et São Paulo, par le Parti travailliste brésilien (PTB), dont il participa à la création[pas clair] (il est aussi élu député dans sept États). Il siège ensuite tant que représentant du Rio Grande do Sul au sénat durant la période 1946-1947. Il fit plusieurs discours sur les réalisations de l'État nouveau et la révolution de 1930, critiquant le gouvernement Dutra. 
Il participe très peu à l'élaboration de la constitution et est le seul parlementaire qui ne signe pas la Constitution de 1946.

### Retraite à Sao Borja (1947-1950)
Quittant le Sénat, où il reçut beaucoup de critiques[réf. nécessaire], il part vivre dans ses domaines Itu et Santos Reis (dans lequel il a passé son enfance) à São Borja. 
Ses partisans, en particulier Ademar de Barros et Hugo Borghi, le poussent à revenir à la vie publique. Son amitié avec le journaliste Samuel Wainer est également décisive pour son retour à la politique. Il finit par accepter de retourner à la politique pour les élections présidentielles de 1950.

## L'élection présidentielle de 1950

### Candidat du Parti travailliste brésilien
Dans le discours transmis à la radio depuis São Borja lors de la convention du PTB, il met en avant sa principale vertu, la conciliation :

« Si je gagne, je gouvernerai sans aversion, prévention ou réserve, sentiments qui n'ont jamais influencé mes décisions, en promouvant sincèrement la conciliation entre nos compatriotes et en stimulant la coopération entre toutes les forces de l'opinion publique ! »

### La campagne électorale
Il déclare à Parnaíba, donnant le sens de sa candidature :

« J'ai reçu de vous, comme depuis tant d'autres points distants du pays, des appels pour me lancer dans cette campagne qui mobilisa le peuple brésilien pour la défense des droits à la liberté et à la vie »

Ainsi, déjà à 68 ans, il parcourt toutes les régions du Brésil, en prononçant du 9 août au 30 septembre, dans 77 villes, des discours dans lesquels il rappelle ses œuvres dans les régions où il se trouve et en promettant que le peuple monterait avec lui les marches du palais du Catete :

« Si j'étais élu le 3 octobre, à l'acte de prise de pouvoir, le peuple montera les marches du Catete. Et avec moi il sera au gouvernement ! »

Une synthèse des difficultés auxquelles Getúlio fit face en tant que candidat et en tant que président est donnée par la phrase de l'écrivain, homme politique et journaliste Carlos Lacerda. C'est dans une manchette du journal Tribuna da Imprensa du 1er juin 1950 qu'il affirma à propos de Getúlio :

« Getúlio Vargas, sénateur, ne doit pas être candidat à la présidence,
Candidat, il ne doit pas être élu,
Élu, il ne doit pas prendre le pouvoir,
Investi, nous devons recourir à la révolution pour lui imposer de gouverner »

Cette phrase de Carlos Lacerda exprimait exactement la même vision que, en 1930, l'Alliance Libérale avait eue sur la candidature puis la victoire électorale de Júlio Prestes, le Seu Julinho, dernière personne née dans l'État de São Paulo à avoir été élu président du Brésil.

### L'élection du 3 octobre 1950
La date du 3 octobre est un hommage à la date du début de la révolution de 1930.
Vargas est élu, battant l'UDN (Eduardo Gomes), tandis que le Parti social démocratique a abandonné son candidat, Cristiano Machado, et fini par soutenir Vargas. C'est à la suite de cet épisode que surgit l'expression « cristianiser un candidat », pour dire qu'un candidat a été abandonné par son propre parti, comme le relate le journaliste Carmo Chagas dans L'Art Politique de Minas.
Le soutien du gouverneur de São Paulo, Ademar Pereira de Barros, est fondamental dans le succès de Vargas. Il avait été nommé intervenant fédéral à São Paulo par Getúlio durant l'État nouveau en 1938. En 1941 Ademar fut libéré par Getúlio de sa charge d'intervenant. Ainsi l'alliance avec Ademar était un acte supplémentaire de réconciliation de la part de Getúlio.[pas clair] Ademar assure à Vargas un million de voix paulistes, plus du quart du nombre total de ses voix. Ademar espère qu'en échange, Vargas le soutiendra aux élections de 1955 à la présidence de la république.

## Deuxième présidence (1951–1954)
Le retour de Vargas est salué par beaucoup de gens, ainsi que dans la musique populaire brésilienne par la voix de Francisco de Morais Alves :

« Pose le portrait du vieux encore une fois,
Pose-le au même endroit,
Le sourire du petit vieux,
Il fait travailler les gens »

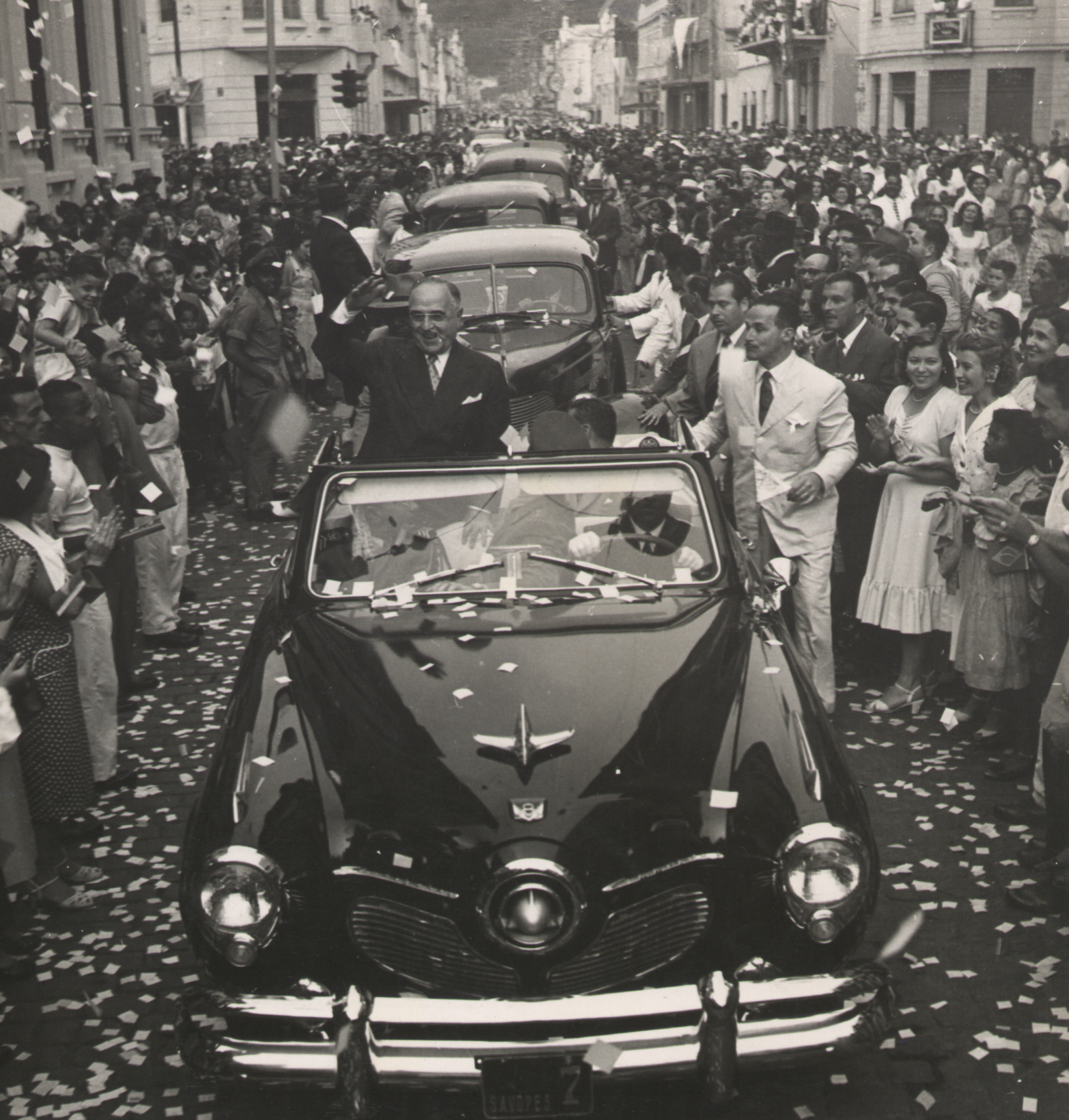
Getúlio Vargas défilant dans les rues de Vitória, en 1951.

Getúlio prend ses fonctions le 31 janvier 1951 pour un mandat de cinq ans (31 janvier 1956).
Il nomme ministres d'anciens alliés du temps de la révolution de 1930, avec lesquels il se réconcilie : Góis Monteiro (État Major des forces armées), Osvaldo Aranha (Finances), João Neves da Fontoura (Relations extérieures), ainsi que Juraci Magalhães (président de Petrobras) et Batista Luzardo (ambassadeur en Argentine). Newton Estilac Leal, ancien lieutenant de 1930, devient ministre de la guerre (jusqu'en 1953). Il se réconcilia également avec José Américo de Almeida, qui à l'époque gouverne le Paraíba.

### Mesures prises
Pendant cette période furent créés :
- En 1952 la Banque Nationale de Développement Économique et Social, la Banque de Nordeste et l'Institut brésilien du Café (qui cessa d'exister en 1990) ;
- En 1953 la Petrobras et le portefeuille du Commerce extérieur de la Banque du Brésil (CACEX) ;
- En 1954, l'assurance agricole, par la loi 2.168, non révoquée jusqu'à ce jour.

L'hydroélectricité, la production pétrolière et la sidérurgie connaissent alors un développement spectaculaire avec, par exemple, la création de la société Petrobras et du complexe métallurgique de Volta Redonda. Autour de la création de la Petrobras il y eut une grande mobilisation nationale connue sous le nom de Campagne du "le pétrole est le nôtre". Il fut tenté, mais sans réussir, de créer l'Electrobras, qui ne sera créée qu'en 1961. En 1954, l'usine hydro-électrique de Paulo Afonso I entra en fonction.
En mars 1952 est signé un accord de coopération et d'aide militaire entre le Brésil et les États-Unis. Cet accord fut valable de 1953 jusqu'en 1977 où le président Ernesto Geisel le rompit.

### De nombreuses polémiques
Le doublement controversé du salaire minimum occasionne en février 1954 une protestation publique qui prend la forme d'un manifeste des militaires à la nation contre le gouvernement, qui a pour suite la démission du ministre du travail João Goulart. Ce Manifeste des colonels est signé par 79 militaires, dans leur grande majorité d'anciens lieutenants de 1930. Cela signifia la perte du soutien des militaires et des travaillistes.
Suscitèrent aussi des polémiques :
- La loi 1.521 de 1951 sur les crimes contre l'économie populaire, toujours en vigueur ;
- La loi 1.522 de 1951 qui autorise le gouvernement fédéral à intervenir dans le domaine économique pour assurer la libre distribution de produits nécessaire à la consommation du peuple. Cette loi fut remplacée par la loi déléguée no 4 en 1962 ;
- Le décret 30.363 de 1952, qui porte sur le retour du capital étranger, le limitant à 8 % du total des richesses des entreprises étrangères pour le pays d'origine, supprimé en 1991 ;
- La loi sur la liberté de la presse de 1953 qui resta en vigueur jusqu'en 1967 ;
- L'instruction Sumoc (Super-intendance de la Monnaie et du Crédit) no 70, de 1953, qui créa le taux de change multiple et les lois sur le taux de change ;
- La loi 1.802 de 1953 qui définit les crimes contre l'État et l'Ordre public et social, qui révoquait la Loi de Sécurité Nationale de 1935. Elle resta en place jusqu'en 1967 où elle fut remplacée par une autre loi de Sécurité Nationale ;
- La Loi 2004 du 3 octobre 1953 sur le monopole de l'État sur l'exploitation et la production de pétrole, supprimée en 1997.

Getúlio Vargas prononçant un discours à la radio, en 1954.

Il y eut une série d'accusations de corruption contre des membres du gouvernement et des personnes proches de Vargas, ce qui amène ce dernier à dire qu'il se sent comme dans une « mer boueuse ». 
Le cas le plus grave de corruption, qui joua pour une bonne part dans l'opinion publique contre Vargas, est la commission parlementaire d'enquête (CPI) sur le journal Última Hora, propriété de Samuel Wainer, accusé par Carlos Lacerda et d'autres de recevoir de l'argent de la Banco do Brasil pour soutenir Vargas. Son journal était pratiquement le seul organe de presse à soutenir le gouvernement.

## Le suicide de Vargas

### L'attentat contre Carlos Lacerda (5 août 1954)
Le matin du 5 août 1954, un attentat devant l'immeuble où réside Carlos Lacerda, au n° 180 rue du Tonelero à Copacabana, quartier de Rio de Janeiro, tue le major Rubens Florentino Vaz, de la Force aérienne brésilienne (FAB), et blesse au pied Carlos Lacerda, journaliste et ancien député fédéral de l'UDN, grand opposant à Vargas.
L'attentat est attribué à Alcino João Nascimento et à l'auxiliaire Climério Euribes de Almeida, membres de la garde personnelle de Vargas.
En prenant connaissance de l'attentat, Vargas dit :

« Carlos Lacerda a reçu une balle dans le pied. J'ai reçu deux balles dans le dos »

La crise politique qui s'installe est très grave parce que, au-delà de l'importance de Carlos Lacerda, la FAB, corps du major Vaz, a pour grand héros le brigadier Eduardo Gomes de l'UDN, que Vargas a battu aux élections de 1950. La FAB mène une enquête parallèle sur cette affaire. Le 8 août 1954 la Garde noire est dissoute.
Les journaux et les radios font chaque jour leurs gros titres sur la poursuite des suspects. Alcino est arrêté le 13 août et Climério le 17 août par le colonel de l'aviation Délio Jardim de Matos, par la suite il deviendra ministre de l'Aéronautique. Dans la chasse aux suspects est utilisé l'hélicoptère, une nouveauté pour l'époque.
Gregório Fortunato, chef de la garde personnelle du président Vargas, accusé d'en être le commanditaire, finit par avouer. Cependant, le Jornal do Brasil interviewa en 2004 le pistoleiro Alcino João do Nascimento, alors âgé de 82 ans, lequel certifia que le premier tir qui avait atteint le major Rubens Vaz était parti du revolver de Carlos Lacerda. Il existe également une déposition d'un habitant de la rue de Tonelero, donnée à la télévision (sur TV Record) le 24 août 2004, qui garantissait que Carlos Lacerda n'avait pas été blessé au pied.[pas clair]
Un premier procès aura lieu en 1956 : Gregório Fortunato est condamné à vingt-cinq ans de prison comme commanditaire du crime, peine réduite à vingt par Juscelino Kubitschek, puis à quinze par João Goulart. Gregório sera assassiné en 1962 à Rio de Janeiro, dans la prison du Complexe Lemos de Brito par un détenu (Feliciano Emiliano Damas). Les documents, rapports d'examens médicaux de Carlos Lacerda de l'hôpital Miguel Couto, où il fut emmené pour être soigné, ont simplement disparu.

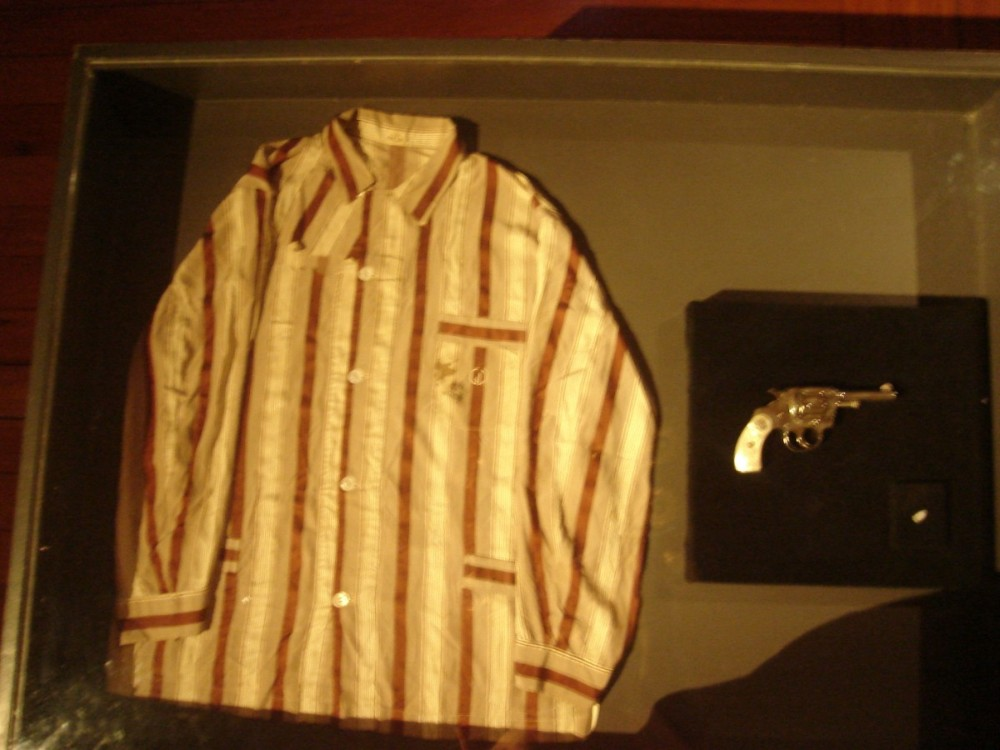
1954: D'une balle dans le cœur, Getúlio perdit la vie « afin d'entrer dans l'histoire ». Sur la photo, le pyjama et le revolver utilisés le matin du suicide, qui sont exposés au musée de la République (en fait le palais du Catete).

En raison du crime de la rue Tonelero, la presse et les militaires font pression sur Vargas pour qu'il abandonne son poste. Il écrit sur son agenda, à la page du lundi 23 août 1954 : « Le ministère n'étant pas parvenu à une conclusion, je décide ceci : j'établis que les ministres militaires doivent maintenir l'ordre public. Si l'ordre est maintenu, je présenterai ma démission. Dans le cas contraire, les révoltés trouveront ici un cadavre. »

### Dernier conseil des ministres (23 août)
Getúlio accepte de démissionner sous condition, ce qui était écrit dans la note officielle de la présidence de la République publiée ce matin-là :

« Le Président Getúlio Vargas a délibéré [...] de prendre congé de ses fonctions, à condition que soit maintenus l'ordre et les pouvoirs en place [...], dans le cas contraire, il restera inébranlable sur le fait de défendre ses prérogatives constitutionnelles, par un sacrifice, si nécessaire, de sa propre vie »

Vargas, à la fin de la réunion ministérielle, signe un papier dont les ministres ignorent et n'osent pas demander le contenu. Une fois la réunion ministérielle achevée, il monta les escaliers pour aller à son appartement. Il prend congé du ministre de la justice Tancredo Neves en lui donnant un stylo Parker en or et en lui disant : « Pour l'ami certain des heures incertaines »

### Mort (24 août)
Il se suicida d'une balle dans le cœur, dans sa retraite du palais du Catete au matin du 24 août 1954. La date ne pouvait pas être plus emblématique : Getúlio, qui se sentait massacré par l'opposition, par la république du Galion et par la presse, choisit la nuit de la Saint-Barthélemy pour sa mort[réf. nécessaire]. 
C'est le vice-président Café Filho, du Rio Grande do Norte, opposant à Vargas, qui assume alors les fonctions de président de la république, nommant une nouvelle équipe de ministres et donnant une nouvelle orientation au gouvernement.
Getúlio laisse deux notes, une manuscrite et l'autre dactylographiée, qui reçurent le nom de Lettre testamentaire de Getúlio Vargas. Une version manuscrite de la lettre testamentaire, signée à la fin de la dernière réunion ministérielle, ne fut divulguée au public qu'en 1967 par Alzira Vargas, sous l'insistance de Carlos Lacerda qui ne croyait pas qu'une telle lettre manuscrite existât. Dans cette lettre manuscrite, Getúlio expliquait son geste :

« Si le simple renoncement au poste pour lequel j'ai été élu par les suffrages du peuple me permettait de vivre oublié et tranquille sur le sol de la patrie, je renoncerais volontiers. Mais un tel renoncement donnerait seulement l'occasion pour que, avec plus de furie, on me persécute et m'humilie. On veut me détruire à n'importe quel prix. Je suis devenu dangereux pour les puissants d'aujourd'hui et pour les classes privilégiées. Vieux et fatigué, j'ai préféré rendre mes comptes au Seigneur, non pas des crimes que j'ai commis, mais des puissants intérêts que j'ai contrariés, parce qu'ils s'opposaient aux intérêts nationaux, parce qu'ils exploitaient, impitoyablement, les pauvres et les humbles. Seul Dieu connaît mon amertume et ma souffrance. Que le sang d'un innocent serve à apaiser la colère des furieux... »

— Getúlio Vargas
Une version dactylographiée, faite de trois manières, et plus longue que cette lettre testamentaire, fut lue avec émotion par João Goulart pendant l'enterrement de Getúlio à São Borja. Dans cette version dactylographiée apparaît la phrase « Je sors de la vie pour entrer dans l'histoire ». Cette version dactylographiée de la lettre testamentaire est encore aujourd'hui sujette à discussions quant à son authenticité. La phrase en castillan appelle beaucoup à l'attention : « Se queda desamparado » (il est impuissant). Ainsi, tant pendant sa vie qu'après sa mort, Getúlio est motif à polémiques.

### Funérailles
Dans une grande agitation populaire, son corps est emmené pour être enterré dans sa terre natale. Sa famille refuse qu'un avion de la FAB transporte son corps jusqu'au Rio Grande do Sul. Elle refuse également les hommages officiels que le nouveau gouvernement propose d'adresser au défunt.

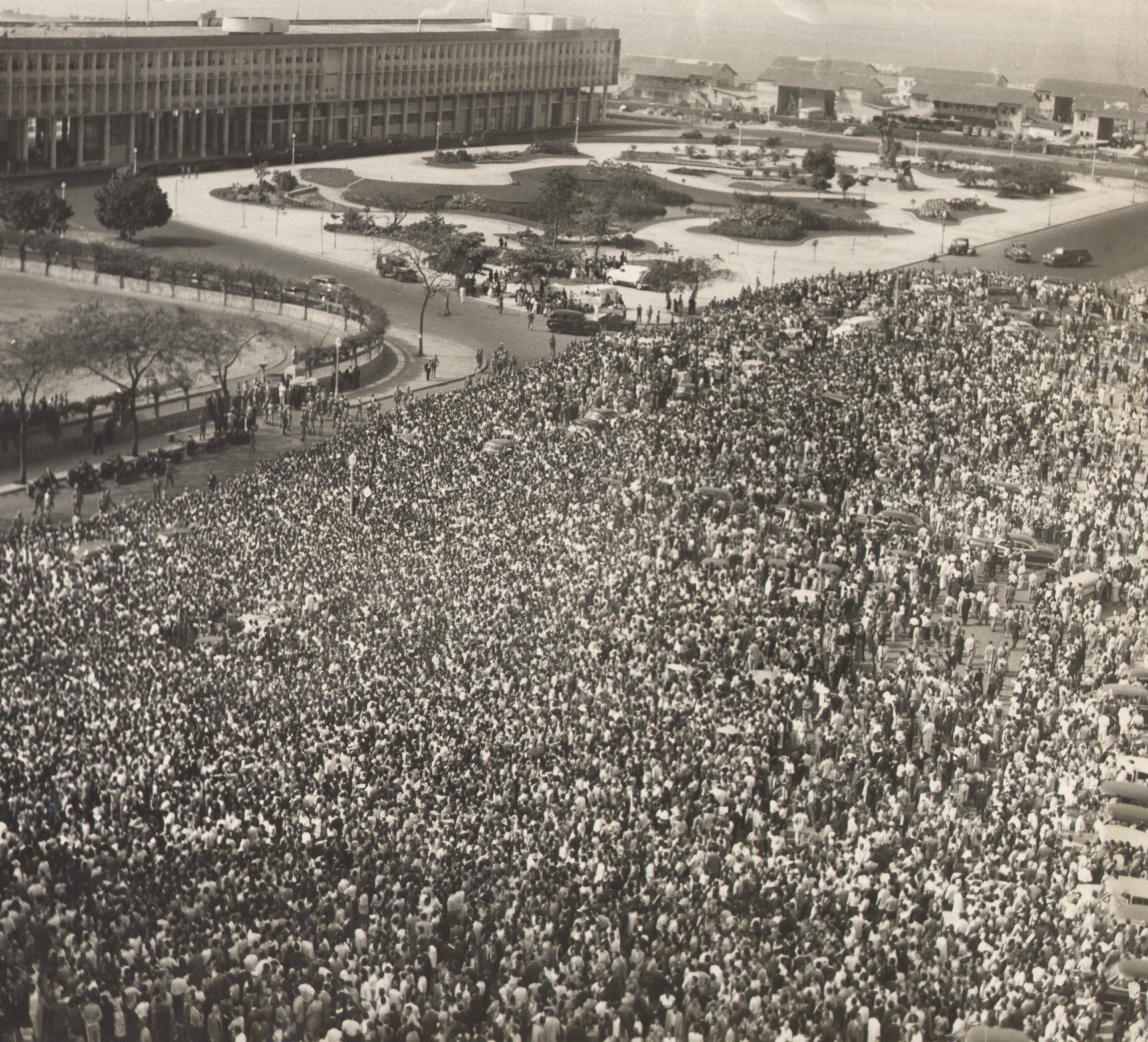
Transfert du corps de Getúlio Vargas de Rio de Janeiro pour l'inhumation à São Borja, 1954.

Un discours est fait avec émotion, pendant l'enterrement de Vargas dans sa ville natale de São Borja, par son ami et allié de longue date, Osvaldo Aranha qui dit : « Nous, tes amis, resteront, après ta mort, plus fidèles que dans la vie : nous voulons ce que tu as toujours voulu pour ce pays. Nous voulons l'ordre, la paix, l'amour pour les Brésiliens ! »
Oswaldo Aranha, qui tant de fois rompra et se réconciliera avec Getúlio, ajoutait : « Quand, il y a vingt et tant d'années, tu gouvernas ce pays, le Brésil était une terre immobile, où tout était naturel et simple ; elle ne connaissait pas le progrès, ni les lois de solidarité entre les classes, elle ne connaissait pas les grandes initiatives, on ne connaissait pas le Brésil. Tu as entrouvert pour le Brésil la conscience des choses, la réalité des problèmes, la perspective de nos destins »
Pour le cinquantenaire de sa mort, en 2004, les restes mortuaires de Getúlio ont été transférés vers un monument au centre de São Borja.

### Conséquences politiques du suicide
Certains[réf. nécessaire] disent que le suicide de Getúlio Vargas a suspendu un coup d'État qui devait le destituer. Le prétendu coup d'État devint alors inutile car c'est le conservateur Café Filho qui prit le pouvoir. 
Pour les autres, le suicide de Vargas lui a permis de passer de la condition d'accusé à celle de victime. Cela permettra de préserver la popularité du travaillisme et du PTB et d'obliger Café Filho, successeur de Getúlio, à cause du climat politique, à faire une recherche profonde sur de possibles irrégularités du dernier gouvernement de Getúlio.
Finalement, le climat d'agitation de la population dû à la mort de Getúlio aurait facilité l'élection de Juscelino Kubitschek à la présidence de la république et de João Goulart en tant que vice-président en 1955, battant l'UDN, l'adversaire de Getúlio. Kubitschek et Goulart sont considérés par certains comme les deux héritiers politiques de Getúlio.

### Impact dans la population
Le lendemain du suicide, des millions de personnes sortent dans les rues pour un dernier adieu au « père des pauvres », choqués par ce qu'ils ont entendu dans le journal radiophonique le plus populaire, le Repórter Esso. Durant ce jour, des portraits de Vargas sont distribués au peuple.
Carlos Lacerda est obligé de quitter le pays de peur d'une persécution populaire.
Quelques années plus tard, en 1962, sur la 6e piste, 24 de Agosto, du disque LP Saudades de Passo Fundo, Teixeirinha rendait hommage au président Getúlio Vargas, en rappelant l'impact populaire qu'a eue la mort soudaine du président du Brésil d'alors.
Un extrait de la chanson de Teixerinha montre clairement ce fait (paroles traduites) :
Le vingt-quatre août

La terre trembla

Les radios annoncèrent

Le fait qui se produisit,

Les nuages couvrirent le ciel

Le peuple en général souffrit

Le Brésil se vêtit de deuil

Getúlio Vargas mourut !

...Son nom resta dans l'histoire

Par notre souvenir

Son sourire était la victoire

De notre immense nation

Avec santé il vaincu

Guerre et révolution

Ensuite il fut tué d'une balle

Par sa propre main

## Pensée politique
Ayant mis en place un régime autoritaire complexe, l'action politique de Getúlio Vargas est marquée par des influences diverses, dont le catholicisme social. 

## Héritage politique

### La nouvelle politique du Brésil à partir de 1930
À partir de Getúlio Vargas, deux des États à l'origine de la révolution de 1930 prennent le commandement de la politique nationale : de 1930 à 1964, les présidents sont originaires soit du Rio Grande do Sul, soit du Minas Gerais, à l'exception d'Eurico Dutra, de Café Filho, de Nereu Ramos et de Jânio Quadros ; de 1930 à 1980, les mineiros et gaúchos sont à la présidence pendant 41 ans.
Avec la chute de Washington Luís s'achève le cycle des présidents francs-maçons. Neuf des présidents de la Vieille République étaient membres de la franc-maçonnerie. Dans les 60 ans suivant 1930, les francs-maçons n'occupent la présidence que quelques mois (Nereu Ramos et Jânio Quadros).
Trois anciens ministres de Getúlio accèdent par la suite à la présidence de la république : Eurisco Gaspar Dutra, João Goulart et Tancredo Neves, ce dernier ne parvenant cependant pas à assumer sa charge. 
Trois lieutenants de 1930 deviennent présidents de la république à l'époque de la dictature (1964-1980) : Castelo Branco, Médici et Geisel. Le cabinet ministériel de Castelo Branco, premier président de la Révolution de 1964, est formé principalement par d'anciens membres du lieutenantisme comme Cordeiro de Farias, Eduardo Gomes, Juraci Magalhães, Juarez Távora, Ernesto Geisel et Castelo Branco lui-même. le fils d'un lieutenant de 1930 occupe la présidence pendant huit ans : Fernando Henrique Cardoso ; un petit-fils de Lindolfo Collor, révolutionnaire et ministre de 1930, Fernando Collor de Melo, parvient également à la présidence de la République. De plus, l'ancien lieutenant Juarez Távora est arrivé second aux élections présidentielles de 1955 et l'ancien lieutenant Eduardo Gomes fut également second en 1945 et 1950. Les deux furent des candidats de l'UDN, ce qui montre également l'influence des anciens lieutenants dans l'UDN, parti qui avait encore comme dirigeant l'ancien lieutenant Juraci Magalhães qui avait failli être candidat à la présidence en 1960.[pas clair]
Le voisin rural de Getúlio Vargas à São Borja, João Goulart, que Getúlio initia à la politique, arriva également à la présidence. Le filleul politique et beau-frère de João Goulart, Leonel Brizola, dont Getúlio avait été témoin de mariage, qu'il avait encouragé grandement et à qui il avait enseigné la politique, occupa également un poste important dans la politique brésilienne du XXe siècle, et se porta candidat à la présidence de la république par deux fois. Leonel Brizola a été l'unique citoyen à être élu pour gouverner deux États différents : le Rio Grande do Sul entre 1959 et 1962 et Rio de Janeiro par deux fois, de 1983 à 1987 puis de 1991 à 1994. Cependant, à São Paulo, ses voix pour la présidence de la république ne passèrent jamais les 2 % des votes, qui correspondaient au nombre de gaúchos et de cariocas installés à São Paulo, ce qui était attribué au fait que São Paulo conservait son aversion au getulisme.
Les partis fondés par Getúlio Vargas, le PSD (parti des anciens intervenants de l'État nouveau et interventionnistes dans l'économie) et l'ancien PTB, dominent la scène politique de 1945 à 1964. Le PSD, l'UDN et le PTB, plus grands partis politiques de cette période, étaient menés par des mineiros (au PSD et à l'UDN) et par des gaúchos (au PTB).
D'un autre côté, les partis politiques créés par des paulistes durant la période de 1945 à 1964, le PSP de Ademar de Barros, le PTN et le PST de Hugo Borghi et le Parti agraire national de Mário Rolin Teles, ne parvinrent pas à s'affirmer hors de São Paulo.
Les intervenants de l'État nouveau dans les États, dans leur majorité, devinrent gouverneurs élus de leurs États, par le PSD, ce qui démontre la continuité politique de l'État nouveau.
Avant 1930, chaque État de la fédération faisait une union interne pour soutenir un unique candidat à la présidence de la république qui défendrait au mieux l'intérêt de l'État. Après 1930, chaque élection présidentielle était telle que les États étaient divisés de manière interne. La politique ne se faisait plus, à partir de 1945, autour des intérêts de chaque État, mais autour de noms et de partis politiques organisés au niveau national. Le cas le plus significatif de la division interne d'un État a été l'élection présidentielle de 1989 où São Paulo présenta 5 candidats, tous les 5 battus par Fernando Collor.
Depuis l'élection de Júlio Prestes en 1930, aucun citoyen né dans l'État de São Paulo ne fut élu président de la république. Après 1930, les paulistes n'ont occupé la présidence que quelques jours : Ranieri Mazzilli, Ulisses Guimarães et Michel Temer. Les présidents étant considérés « de São Paulo », comme Fernando Henrique Cardoso (FHC) et Luís Inácio Lula da Silva (Lula), qui arrivèrent au pouvoir 60 ans déjà après la révolution de 1930 sont respectivement carioca et pernamboucain, bien que FHC ait vécu depuis l'adolescence dans la capitale pauliste et qu'il se soit formé à l'université de São Paulo, et que Lula ait vécu à São Paulo depuis l'âge de 7 ans.
Après 1930, les dirigeants politiques locaux s'orientèrent peu à peu vers des professions libérales, le dirigeant local typique de la Vieille République, le « colonel », entrant en franche décadence, et devinrent généralement propriétaires terriens.

### Un nouveau style de politique
La rénovation du paysage politique fut presque totale. Il y a eu de nouvelles personnes ainsi qu'un nouvelle manière de faire de la politique. 
Bien que quinze ans (1930 – 1945) ne soit pas une longue période pour une carrière politique, rares furent les hommes politiques de la Vieille République qui réussirent à reprendre leur carrière politique après la chute de Getúlio en 1945. Le peu de survivants de la Vieille République qui sont revenus à la politique après 1945 ne sont jamais revenus au pouvoir qu'ils avaient avant 1930. C'est le cas de Artur da Silva Bernardes, du docteur Altino Arantes et d'Otávio Mangabeira par exemple.
Getúlio a été le premier à faire au Brésil de la propagande personnelle à grande échelle, autrement dit le culte de la personnalité, typique du nazisme, du fascisme et du stalinisme et ancêtre du marketing politique moderne.
L'alliance élite-prolétariat, créée par Getúlio, devint typique du Brésil, telle l'alliance PTB-PSD, soutenue par le PCB clandestin durant la période 1946 – 1964, et plus tard l'alliance PT-PP-PMDB-PL.
Le « style conciliateur » de Getúlio a été incorporé à la manière de faire de la politique des Brésiliens, et eut comme plus grand adepte l'ancien ministre de la Justice de Getúlio, Tancredo Neves. Le plus grand moment de ce style conciliateur fut la grande alliance politique qui se forma dans le mouvement Diretas Já, une alliance plus grande encore autour de Tancredo Neves, cherchant à faire la transition du Régime militaire à la démocratie vers 1984–1985, quand Tancredo battit le candidat pauliste Paulo Maluf. En tant que conciliateur, Getúlio reforma l'amitié et l'alliance avec un grand nombre d'hommes politiques qui avaient rompu avec lui au long de ses 50 ans de vie publique, et Getúlio avait à propos de cela une phrase célèbre :

« Il n'y a jamais eu d'ennemis avec lesquels je n'aie pu me réconcilier »

— Getúlio Vargas
Une seule réconciliation n'eut jamais lieu : avec le président Washington Luís.
Getúlio Vargas aurait été, selon quelques versions, le créateur du populisme au Brésil, cependant, selon Tancredo Neves, le populisme était une déformation du getulisme. Bien qu'étant considéré comme populiste, Getúlio maintint toujours une réserve et le respect pour l'autorité de président de la république, il n'a jamais quitté son vêtement de président, et n'a jamais accepté les tapes dans le dos ou toute autre manifestation d'irrespect de la fonction de président de la république, selon le témoignage de Tancredo Neves. Un autre témoignage, dans le même sens, disant que Getúlio conservait toujours une posture sérieuse de président, fut donné pendant le centenaire de la naissance de Getúlio par son ancien ministre Antônio Balbino.
À partir de 1946 et jusqu'à 1964, le populisme prendra de l'importance, avec les principaux chefs de file Ademar de Barros, Jânio Quadros et João Goulart. Dans les dernières années, de grands représentants du populisme sont Leonel Brizola du PDT et Paulo Maluf du PP. Il y a beaucoup de désaccords sur ce sujet, mais beaucoup d'études incluent aussi le président Luiz Inácio Lula da Silva comme représentant du populisme, mais un populisme rénové et de gauche. Ils sont appelés populistes, pour l'opinion libérale, parce que la caractéristique la plus marquante des hommes politiques, après 1930, a été pour eux d'avoir un discours sur le retour des droits sociaux sans contrepartie de devoirs. Ils sont considérés populistes également car ils ne disent pas d'où viendraient les financements nécessaires pour concrétiser ces droits. Également, selon l'opinion libérale, le gouvernant populiste cherche à établir une relation directe avec le peuple, passant au-delà des partis politiques et des parlementaires, comme à travers le plébiscite. Actuellement, les partis dans lesquels le populisme n'est pas explicite : le PMDB, le PT et le PSDB (provenant du PMDB) jouent un rôle principal dans le paysage politique, aux côtés du DEM (ancien PFL) et du PP provenant des anciens partis de soutien aux militaires : ARENA et PDS.
Une autre trace du style politique de Getúlio, copié ensuite par plusieurs hommes politiques, est l'attente du meilleur moment pour agir au niveau politique. Getúlio enseignait cette patience à ses adeptes, comme lorsqu'il conseillait en 1953 le député pauliste Vicente Botta : « Ne te bats jamais contre la vague, attends qu'elle passe, et alors agis » Getúlio Vargas, bien qu'il ait fait de grandes œuvres comme la route Rio-Bahia et l'usine hydroélectrique de Paulo Afonso, ne resta pas célèbre en tant qu'homme politique du style « créateur d'œuvre » comme le furent Ademar de Barros et Juscelino Kubistschek.

## Héritage économique et social

### La nouvelle économie du Brésil
La politique travailliste est la cible de polémiques jusqu'à aujourd'hui, et a été taxée de « paternaliste » par des intellectuels de gauche, qui l'accusent d'essayer d'annuler l'influence de cette gauche sur le prolétariat, désirant transformer la classe ouvrière en un secteur sous contrôle, à la manière de la charte du travail (Carta del Lavoro) du fasciste italien Benito Mussolini.
Les défenseurs de Getúlio Vargas contre-argumentent en disant qu'à aucun autre moment de l'histoire du Brésil il y eut d'avancées comparables dans les droits du travail. Les plus grands défenseurs de cette position furent João Goulart et Leonel Brizola, Brizola étant considéré comme le dernier héritier politique du getulisme ou de l'ère Vargas dans le langage des historiens nord-américains dits "brésilianistes".
La critique de droite, ou libérale, soutient que, à long terme, ces lois travaillistes portent préjudice aux travailleurs car elles augmentent le "Custo Brasil", alourdissant les charges des entreprises en générant l'inflation qui diminue la valeur réelle des salaires. Selon cette version, le Custo Brasil fait que les entreprises brésiliennes emploient moins de travailleurs, augmentent le laisser-aller, et fait que les entreprises étrangères deviennent réticentes à investir au Brésil. Ainsi, selon la critique libérale, les lois travaillistes ont généré, en plus de l'inflation, plus de chômage et de sous-emploi parmi les travailleurs.
L'interventionnisme de l'État dans l'économie, débuté avec Getúlio, ne fit qu'augmenter avec les années, atteignant le maximum pendant le gouvernement des anciens lieutenants de 1930 d'Ernesto Geisel. C'est seulement à partir du gouvernement de Fernando Collor que l'on commença à réduire l'interventionnisme de l'État. Et, pendant 60 ans, après 1930, tous les ministres de l'Économie du gouvernement fédéral furent favorables à l'intervention de l'État dans l'économie, excepté Eugênio Gudin (pendant 7 mois en 1954) et le couple Roberto Campos-Octávio Bulhões] (pendant trois ans de 1964 à 1967).

### Exploration et exploitation pétrolifère

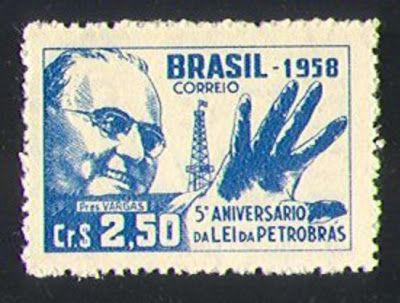
Timbre-poste honorant le 5e anniversaire de la création de Petrobras

« O petróleo é nosso » (en français : « Le pétrole est à nous ! ») est une phrase devenue célèbre lorsqu'elle a été prononcée par Vargas, à l'occasion de la découverte de réserves de pétrole à Bahia, en avril 1948. Plus tard, l'expression est devenue la devise de la Campagne pétrolière, parrainée par le Centre d'études et de défense pétrolières et promue par les nationalistes, qui a abouti à la création de la compagnie pétrolière nationale Petrobras. Après qu'elle soit devenue célèbre, les historiens ont découvert que l'expression avait été créée par Otacílio Raínho, professeur et directeur du Colégio Vasco da Gama, à Rio de Janeiro, un commerçant occasionnel,.
Entre la première concession d'exploration pétrolière au Brésil et la création de Petrobras, en 1953, 89 ans se sont écoulés. Le pays a été témoin de la polémique entre l'écrivain Monteiro Lobato et le gouvernement de Getúlio Vargas, résumée dans la Lettre à Getúlio. Le Brésil était divisé entre les nationalistes (représentés par les partis de droite militaire et de gauche, qui défendaient le monopole d'État dans l'exploration pétrolière) et les défenseurs du capital étranger (surnommés péjorativement « livraison » par leurs adversaires), formés par des économistes tels comme Roberto Campos et Eugênio Gudin, qui pensaient que le manque de concurrence générerait de l'inefficacité et que, s'ils ne concluaient pas de partenariats avec des sociétés étrangères, l'exploration pétrolière au Brésil serait entravée.

### Le legs travailliste
« Travailleurs du Brésil ! » C'était avec ces mots que Getúlio commençait ses discours. Dans la vision des personnes qui soutenaient Getúlio, ce n'était pas que pour le discours.
L'orientation travailliste du gouvernement, qui à son apogée institua la Consolidation des Lois du Travail avec le salaire minimum, la limitation de la journée de travail, les congés payés, l'interdiction de licencier sans bonne raison l'employé après 10 ans d'emploi, tombée en désuétude après avec le Fonds de Garantie du Temps de Service (FGTS) en 1966, et la paie du "treizième mois" instituée par João Goulart, firent des lois du travail du Brésil une des plus protectionnistes du monde.
Ces lois, presque toute en vigueur encore aujourd'hui, dans la vision des partisans de Getúlio, sont comme un legs pour la protection du travailleur officiel, de celui qui possède la CT (Carte de Travail) créée par Getúlio.

## Getúlio Vargas dans les arts et la littérature

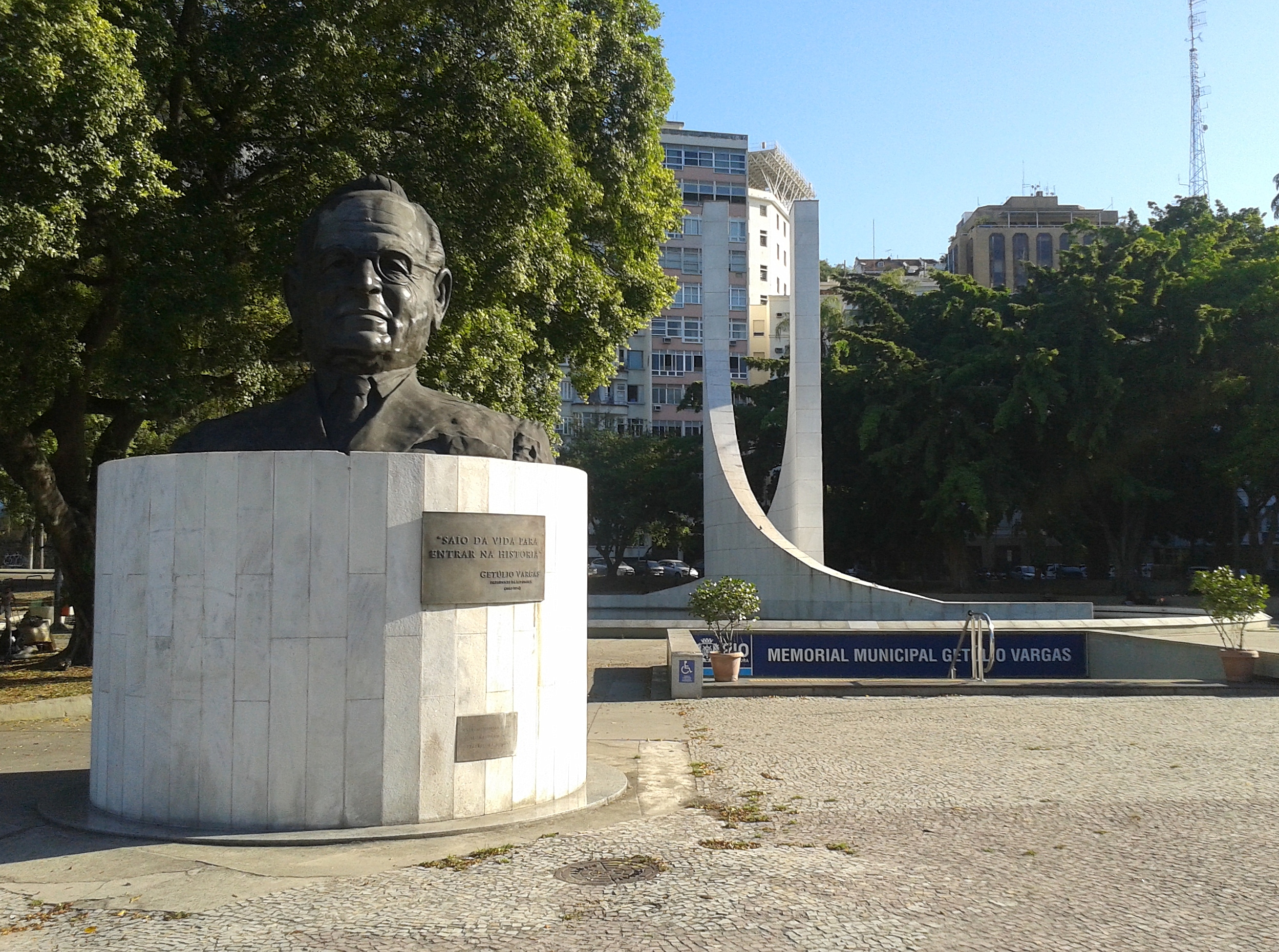
Mémorial en l'honneur de Getúlio Vargas, dans le quartier de Glória. Rio de Janeiro

Getúlio Vargas fut plusieurs fois interprété comme personnage au cinéma et à la télévision, comme par :

### Au cinéma
Le rôle de Vargas est tenu par :
- Leon Cakoff, dans le film O País dos Tenentes (1987) ;
- Carlos Ferreira, dans le film For All - O Trampolim da Vitória (1997) ;
- Renato Borghi, dans le film Lost Zweig (2002) ;
- Paulo Betti, dans le film Chatô, o Rei do Brasil (2003) ;
- Osmar Prado, dans le film Olga (2004) ;
- Ricardo Blat, dans le film O Amigo Invisível (2006).
- Tony Ramos, dans le film Getúlio (2014).

### À la télévision
- Carlos Ferreira, dans la mini-série Agosto (1993) ;
- Carlos Ferreira, dans la mini-série JK (2006).

### Documentaires
- Getúlio Vargas, de Sylvio Back (1980) ;
- Getúlio Vargas, d'Ana Carolina (1974)  ;
- O mundo em que Getúlio viveu, de Jorge Ileli (1963).

### Chanson
Chico Buarque lui rend hommage dans la chanson Dr. Getúlio.
L'élection et la révolution de 1930 sont immortalisées par des chansons et des sambas[pas clair] chantées par Francisco de Morais Alves :
- É Sim Senhor, Seu Doutor (samba), 17x3-É Sopa É Sopa et Hino a João Pessoa[42], écrites par Eduardo Souto  ;
- Seu Julinho vem, écrite par Freire Júnior.

Gê-Gê et O Barbado ... Foi-se, écrites par Lamartine Babo, ont été chantées par le compositeur Almirante.
L'effigie de Getúlio fut imprimée sur les billets de 10 cruzeiros (Cr$ 10,00) de 1950 et gravée sur les pièces de centimes de cruzeiro qui circulèrent de 1942 à 1970.
Le titre d'un des livres de l'humoriste Jô Soares y fait référence : O Homem que Matou Getúlio Vargas (L'Homme qui tua Getúlio Vargas) (1998).

## Préservation de la mémoire et hommages

Getúlio Vargas - RS: Une des municipalités brésiliennes baptisées ainsi en hommage à Getúlio

### Archives de Getúlio Vargas
Les archives de Getúlio Vargas et les objets personnels sont préservés au Centre de Recherche et de Documentation sur l'histoire contemporaine du Brésil (CPDOC) de la Fondation Getúlio Vargas, qui développe la recherche sur l'histoire du Brésil après 1930.

### Noms de villes et d'établissements
Trois municipalités brésiliennes rendent hommage à Getúlio Vargas par leur dénomination : 
- Getúlio Vargas au Rio Grande do Sul,
- Presidente Vargas dans le Maranhão (microrégion d'Itapecuru Mirim)
- Presidente Getúlio en Santa Catarina.

Rubinéia a également été appelée « Porto Presidente Vargas ».[pas clair]
On a aussi des usines :
- La raffinerie de pétrole d'Araucária (Paraná) (Raffinerie du Président Getúlio Vargas).
- L'usine sidérurgique de Volta Redonda (Usine Président Getúlio Vargas),

ainsi que de nombreuses installations sportives (comme le Stade Presidente Vargas de Fortaleza au Ceará).

### Hommages nationaux
L'effigie de Getúlio Vargas est utilisée sur les billets de 10 cruzeiros (Cr$ 10,00) émis en 1950 et sur les pièces en centimes de cruzeiro qui circulent de 1942 à 1970.
En 1983, l'Entreprise de courrier et télégraphe (ECT) publie une série spéciale de timbres commémorant le centenaire de la naissance de Getúlio.
La loi fédérale 7 470 du 29 avril 1986 accorde au Président Getúlio Vargas le titre de « Patron des travailleurs du Brésil ». Elle ne comporte qu'un paragraphe : 
« Les honneurs et les hommages correspondant à ce titre seront rendus à son détenteur le 1er mai - Jour du Travailleur »
Il y a au Congrès National deux projets de loi, un à la chambre des députés et l'autre au Sénat, pour inscrire Getúlio Vargas dans le Panteão da Pátria e da Liberdade Tancredo Neves (Panthéon de la Patrie et de la Liberté de Tancredo Neves).
Getúlio Vargas a été désigné comme « Le plus grand Brésilien de tous les temps » au terme d'une sondage lancé par le journal Folha de S.Paulo en avril 2007, sur la base de questions posées à 200 intellectuels, hommes politiques, artistes, religieux, impresarios, publicitaires, journalistes, sportifs et militaires brésiliens.

## Académie brésilienne des lettres
Élu le 7 août 1941 au siège n° 37 de l'Académie brésilienne des lettres, il est investi le 29 décembre 1943, reçu par Taulfo de Paiva. 
Troisième occupant du siège, il remplace Antônio de Alcântara Machado (1901-1935) et son successeur après sa mort est Francisco de Assis Chateaubriand Bandeira de Melo (1892-1968).

## Détail des mandats et fonctions
- 1909-1913 : député d'État
- 1917-1923 : député d'État
- 1923-1926 : député fédéral
- 1926-1927 : ministre de l'Économie
- 1928-1930 : président du Rio Grande do Sul
- 1930-1945 : président de la République
- 1946-1950 : sénateur de la République
- 1951-1954 : président de la République